# Club de Deportes Santiago Wanderers
El Club de Deportes Santiago Wanderers es una institución social y deportiva de Chile, fundada en la ciudad de Valparaíso el 15 de agosto de 1892, y actualmente juega en la Liga de Ascenso de Chile. Es el club deportivo nacido para el fútbol vigente con mayor antigüedad del país, por lo que se conoce como el «Decano» del fútbol chileno. Además, el 11 de enero de 2007, fue nombrado como «Patrimonio Intangible de Valparaíso», como una manera de ratificar de forma oficial el vínculo cultural que posee con la ciudad puerto.
A pesar de su lugar de origen, los fundadores decidieron anteponer el nombre de «Santiago» para diferenciar al club de otro equipo que existía en la ciudad en ese entonces, el Valparaíso Wanderers. En varias ocasiones han surgido iniciativas que pretenden reemplazar «Santiago» por «Valparaíso» como una manera de ratificar el vínculo con la ciudad. Sin embargo, la idea ha provocado gran rechazo en una parte de la afición y la dirigencia.
Inició formalmente su actividad futbolística en 1897, como parte de la National Football Association, de la que se desligó en 1899 para integrar la competición oficial de la Football Association of Chile (Liga de Valparaíso desde 1926). Fue uno de los miembros fundadores de la Asociación Porteña de Fútbol Profesional, en la que permaneció entre 1940 y 1943, disputando sus primeros campeonatos profesionales. En dicho periodo obtuvo 2 campeonatos, en 1941 y 1942.
En 1944, luego de una primera experiencia en 1937, se incorporó definitivamente a los torneos de la Asociación Central de Fútbol (Asociación Nacional de Fútbol Profesional desde 1987), donde es, junto con Huachipato, el tercer equipo con más títulos de Primera División fuera de la ciudad de Santiago con tres conquistas, solo superado por Everton con 4 títulos y Cobreloa con 8.
En su palmarés se encuentran 3 títulos nacionales, 3 Copa Chile y 3 torneos de Primera B. Otros títulos profesionales incluyen 2 títulos de la Asociación Porteña de Fútbol Profesional, reconocidos en 2022.
En el año 2008 la sección de fútbol profesional se desligó de la Corporación Santiago Wanderers, pasando a ser gestionada como sociedad anónima deportiva bajo el nombre de Club de Deportes Santiago Wanderers S.A.D.P. El club ejerce su localía en el Estadio Elías Figueroa Brander, que posee una capacidad de 25.568 espectadores. Su rival tradicional era el La Cruz Football Club hasta el ingreso a la Asociación Central de Fútbol para luego con los años desarrollar una rivalidad con Everton de Viña del Mar, con el cual juega el «Clásico Porteño».

## Historia

### Los inicios

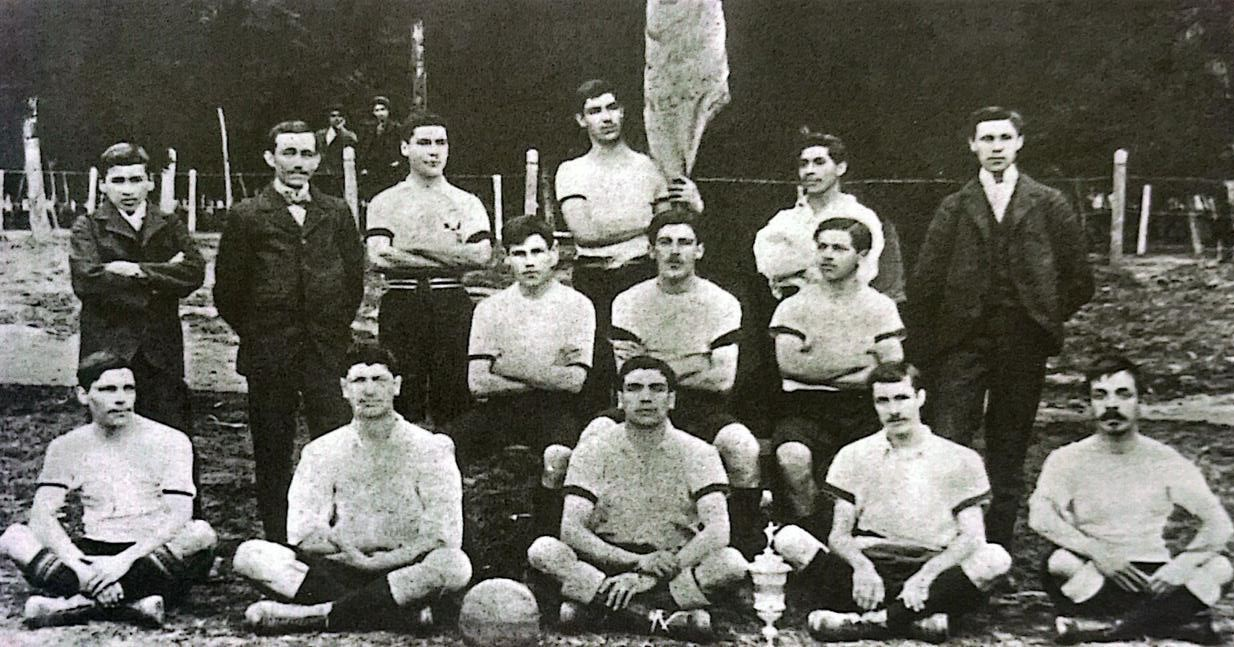
Wanderers en 1904.

De acuerdo a su propio estatuto fue fundado el lunes 15 de agosto de 1892, en la "Subida Carampangue" del Barrio Puerto de la ciudad de Valparaíso. En ese lugar, una treintena de muchachos, liderados por Gilberto Hidalgo y Francisco Avaria, dieron vida al que con el tiempo se transformaría en el «decano del fútbol chileno», vale decir la institución vigente con mayor antigüedad.
El nombre «Santiago» fue adoptado por los fundadores del club debido a que en ese momento ya existía un equipo en la ciudad con la denominación de Valparaíso Wanderers, el cual estaba conformado mayormente por inmigrantes británicos. La elección de anteponer el nombre de la capital del país respondió además a un intento de dejar patente el carácter nacional de la recién creada institución. Tiempo después, surgió otra teoría, un lector del diario La Unión (7 de febrero de 1930) aseguraba que el nombre fue en agradecimiento a "Don Santiago", la persona que les donó la primera pelota de fútbol a los fundadores.
La singularidad del nacimiento del ahora equipo verde, fue blanco desde sus inicios hasta 1908, radica en que se constituyó en uno de los primeros cuadros donde los futbolistas chilenos eran mayoría, situación particular en un período en que los juegos de carácter público eran privilegio de una élite vinculada a comerciantes criollos y extranjeros. Adicionalmente, destacó por ser una de las primeras entidades deportivas en redactar todas sus actas y publicaciones en español, a diferencia del resto de los clubes de la época que lo hacían en inglés.
El primer encuentro disputado en su historia habría sido frente al National Football Club del Cerro Artillería, oportunidad en la que el club habría alineado a Eduardo Real como portero; Gilberto Hidalgo y Francisco Avaria (Capitán) en defensa; Romeo Real, Enrique González, Pedro Mujica en mediocampo y los delanteros Manuel Álvarez, Eduardo Pizarro, Arturo Acuña, Carlos Solar y Germán Sánchez.

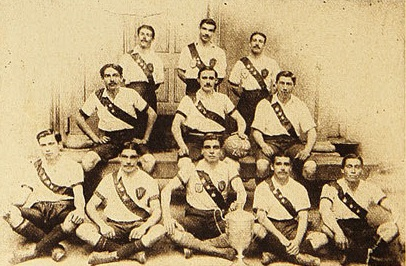
Formación de Wanderers que obtuvo campeonato de liga de la Football Association of Chile en 1907.

De todas maneras, no existen documentos oficiales que avalen la fundación del club en 1892, dando crédito a investigadores que sitúan la génesis del cuadro porteño entre 1895 y 1896. El registro más antiguo se encuentra en la participación de Wanderers en la National Football Association en 1897, entidad paralela a la Football Association of Chile que cobijaba a los clubes de los institutos populares de Valparaíso, de la que se consagró campeón esa misma temporada. Otras versiones, sin embargo, señalan que el equipo ingresó a la National Football Association en 1899, obteniendo el título de campeón en 1900.
Cabe mencionar, no obstante, que en el terremoto de Valparaíso de 1906 resultó destruida la por entonces sede de Wanderers, perdiéndose gran parte de la documentación del club, así como varios trofeos ganados por la institución Entre los que pudieron ser salvados se encuentra la copa de la Challenger Football Association de 1899, galardón que aún se conserva en la sede del club.

### Época amateur y primer campeonato en el fútbol profesional

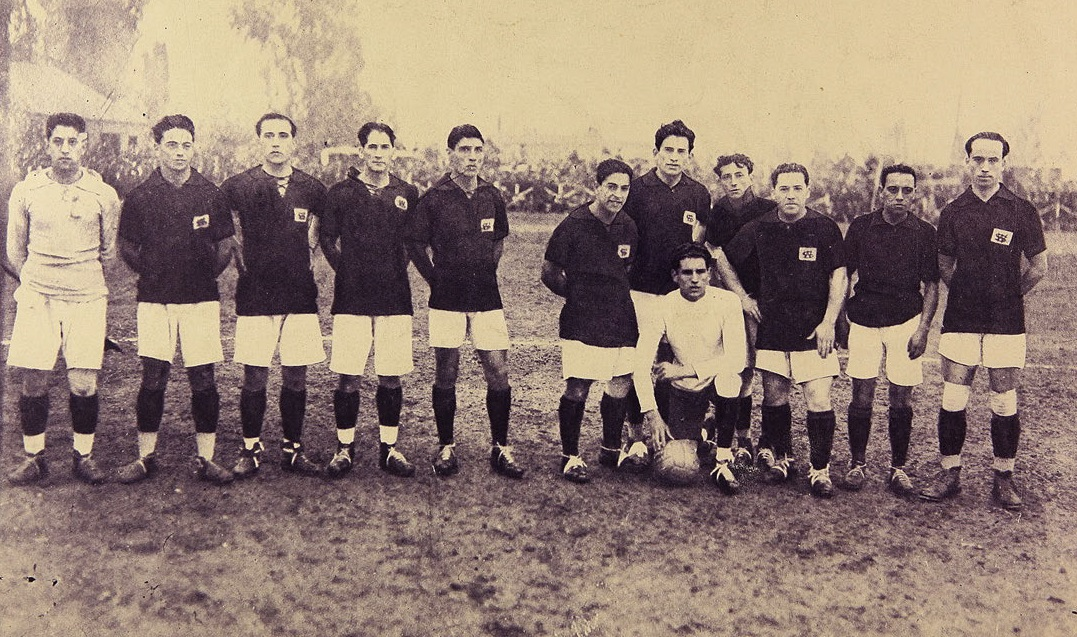
Santiago Wanderers en 1926.

El 2 de mayo de 1901 el club comenzó a participar en el campeonato de la Football Association of Chile, del que se consagró campeón en varias oportunidades, además de establecer una fuerte rivalidad con La Cruz Football Club, y con los equipos formados por extranjeros avecindados en el puerto, el Valparaíso Football Club y el Badminton Football Club.
El 20 de diciembre de 1903 los diarios El Mercurio de Valparaíso y La Unión informaban de la celebración de su aniversario número once, lo que confirma como fecha de fundación el año 1892.
En 1907 obtuvo su primera victoria en la Liga de Valparaíso, al derrotar a Badminton por 2:1. Desde entonces se coronó campeón de la liga en los años 1909, 1913, 1915, 1917, 1919, 1921, obteniendo también en otros años la Copa Sporting. En el año 1923 el club se retiró de la Liga Valparaíso luego de diferencias con la dirigencia, por lo que se afiliaron en la Liga de Limache, para luego volver a la Valparaíso en 1924. En este período el club fue representado en la Copa Mundial de Fútbol de 1930 desarrollada en Uruguay por el jugador Humberto Elgueta.
Luego de doce años de espera, en 1933 Wanderers volvió a obtener el título de campeón de Valparaíso, logro que repitió en los torneos de 1934 y 1935, obtenidos tras una reñida competencia con Sportiva Italiana. Durante estas temporadas aparecería la figura de Raúl Toro Julio quien fuera considerado como la primera figura descollante del fútbol chileno.
En 1937 el club decidió ingresar la Asociación de Fútbol Profesional (actual ANFP), sin embargo, no obtuvo los resultados esperados, cosechando 3 triunfos, que no serían considerados en las estadísticas finales del campeonato, en 12 encuentros, recibiendo 37 goles y marcando 17 incluyendo grandes problemas económicos para el club decidiendo volver a la Liga de Valparaíso una vez finalizada su participación en la Primera División de Chile 1937.

### Años 1940: Ingreso al Profesionalismo
Junto a equipos como La Cruz Football Club se decidió organizar otro campeonato profesional que se conocería como la Asociación Porteña de Fútbol Profesional o abreviado a su vez como "La Porteña", entidad que obtuvo el visto bueno de la Federación de Fútbol de Chile. Es así, que entre los años 1940 y 1943 en Chile existieron dos ligas profesionales: la Central, con sede en Santiago, junto a esta nueva competencia ubicada en Valparaíso. En esta última liga se contrataron numerosos jugadores extranjeros y hasta vinieron a jugar equipos de la talla de Vélez Sarsfield.
Es así como se comenzó a profesionalizar al club firmando contrato con diferentes jugadores chilenos como argentinos, donde destacaría el nombre de Rafael Berruezo a quien habría que comprarle su pase a Unión Española debido a un error administrativo.
En 1941 surgiría la iniciativa del "Wanderers Viajero" que implicaría una gira por la costa pacífico de América del Sur disputando partidos amistosos en Chile, Perú, Bolivia, Ecuador y Colombia enfrentando a diferentes equipos profesionales como a selecciones locales sumando al final un partido frente a San Lorenzo de Argentina jugado en Santiago. Aquella gira sería la antesala del primer y a la fecha único bicampeonato profesional del club obteniendo los primeros dos títulos tanto en 1941 como en 1942. Como alcance, vale la pena señalar que finalizado el primero de los campeonatos jugaron un partido amistoso los campeones de las dos ligas profesionales del país con un triunfo para el decano por 4 goles a 3 ante Colo-Colo.
Luego de jugar la temporada 1943 volvería a la Asociación de Fútbol Profesional para disputar la Primera División de Chile 1944 donde debutaría con una derrota por cuatro goles a dos frente a Colo-Colo. A diferencia de 1937, el club pudo ejercer de local en otras ciudades, sin embargo, no se obtuvieron buenos resultados finalizando en el noveno puesto sobre doce equipos, con 5 triunfos y 11 derrotas en 22 cotejos, destacando principalmente el triunfo por 6 a 2 sobre Universidad Católica.
En 1945 ocupó el quinto lugar y en 1946 el sexto, clasificando al hexagonal por el campeonato, finalizando en la cuarta ubicación.
Tras una irregular temporada en 1948 donde solo ocupó la décima posición, comenzaría el siguiente año futbolístico con el pie derecho alcanzó el subcampeonato del Campeonato de Apertura de Chile 1949, siendo esta su primera actuación en esta competición, perdiendo en la final frente a Santiago Morning, final que marcaría la llegada del entrenador José Pérez a la banca caturra quien revolucionaría al equipo con figuras como Fernando Campos, José Fernández, Osvaldo Sáez, Guillermo Díaz y un novel Jorge Dubost logrando el primer subcampeonato de un equipo de fuera de Santiago y el primero propio en esta federación logrando 13 triunfos y 4 empates en 22 partidos finalizando a 4 puntos de Universidad Católica.

### Años 1950: Primeros Títulos en la Asociación de Fútbol Profesional

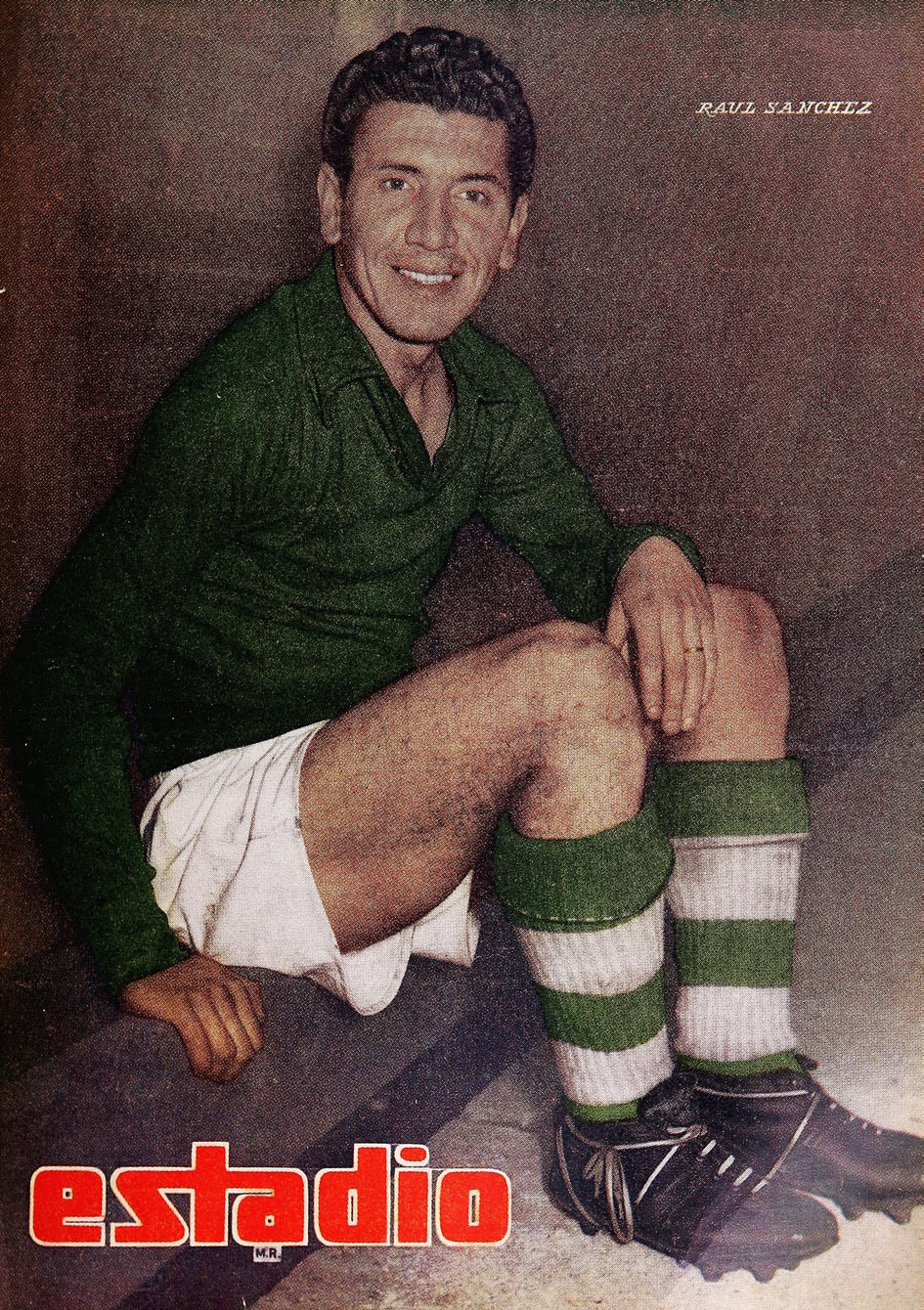
Raúl Sánchez histórico defensa "caturro" que lograría la Primera División de Chile 1958 y la Copa Chile 1959.

La década de los años 1950 empezó relativamente bien para el club ubicándose en la cuarta posición a solo tres puntos de Unión Española y Everton, siendo este último el campeón.
Sin embargo, al año siguiente, ya sin José Pérez en la banca, comenzó una serie de malos resultados finalizando en la novena ubicación, en la décima en 1952 y nuevamente noveno en 1953. En 1954 mejoró y se ubicó tercero en la primera fase del campeonato para rematar quinto en la liguilla final.
Tras una desastrosa temporada 1955, vuelve al club el técnico argentino José Pérez bajo cuya dirección el club volvió a pelear el campeonato en 1956 ubicándose segundo a cinco puntos de Colo-Colo.
En 1958 tras una ajustada temporada frente a Colo-Colo, el club obtendría su primer título profesional como integrante de la Asociación de Fútbol Profesional al empatar en la última fecha a dos goles frente a O'Higgins de Rancagua el 30 de noviembre de aquel año quedando sobre un punto frente a los albos que cayeron por tres goles a cero frente a Everton. En el plantel campeón destacaron jugadores como Raúl Sánchez, Armando Tobar, Carlos Hoffmann, Jorge Dubost, Emilio Bozzalla, Francisco Julio, Juan Félix Martínez, Aldo Valentini y teniendo como goleador a Jesús Picó con once goles.
Al año siguiente, si bien el plantel repitió el mismo rendimiento del año anterior (58,6%), no pudo revalidar el título, quedando a cuatro puntos de Colo-Colo y Universidad de Chile quienes disputaron el campeonato, aunque por primera vez en su historia obtendría el título de la Copa Chile 1959 al derrotar en la final a Deportes La Serena por 5 tantos a 1.

### Años 1960: Los Panzers

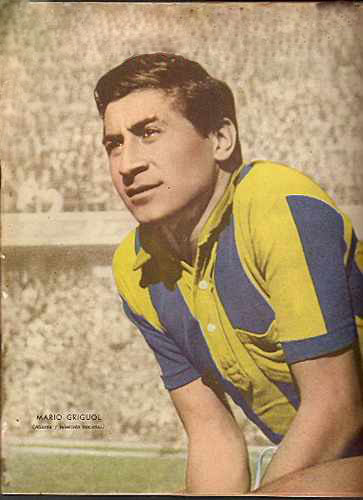
Mario Griguol, goleador del equipo campeón de 1968 con 16 conquistas.

Siempre con José Pérez en el banquillo y Luis Hes como presidente, se comenzó la década de buena manera, finalizando segundo por detrás de Colo-Colo obteniendo además la mejor defensa del torneo.
La temporada siguiente si bien mostraría a mostrar un desgaste se obtendría una nueva corona, la Copa Chile 1961, al derrotar a la Universidad Católica en doble definición, finalizado este año se marcharía por segunda vez el entrenador José Pérez. Los años siguientes se tendrían campañas irregulares siendo lo más destacado la irrupción de un joven defensa, Elías Figueroa, quien en dos temporadas se convertiría en la figura del plantel y del fútbol chileno pasando a Peñarol de Uruguay quien por aquel entonces era uno de los clubes más poderosos del mundo.
También durante la época mencionada se consagrarían otras figuras como Juan Olivares, Eduardo Herrera, Vicente Cantatore, Luis Acevedo, Juan Álvarez y Reynaldo Hoffmann quienes conformarían una base de un equipo que a futuro sería llamado "Los Panzers".
En 1968 se daría el segundo regreso de José Pérez junto a las incorporaciones al plantel de Roberto Bonano, Mario Griguol y Elvio Porcel de Peralta el equipo volvería a coronarse campeón de la Primera División al empatar en la última fecha del campeonato frente a Audax Italiano, disputada el 5 de enero de 1969 en el Estadio Nacional.
Al año siguiente, nuevamente sin José Pérez a la cabeza, por primera vez se disputaría una competición internacional, la Copa Libertadores 1969, donde tras doce partidos jugados se alcanzarían los cuartos de final del torneo destacando la actuación de Alberto Ferrero quien con ocho tantos se consagró goleador del certamen siendo este el primer jugador de un club chileno en serlo.
En el plano local durante la primera fase de la Primera División de Chile 1969 solo se perdería un partido finalizando en el primer lugar del grupo B siendo asó uno de los candidatos a campeón pero durante la fase final no se lograría ganar ningún partido finalizando en el último lugar en la lucha por el título.

### Años 1970: La Debacle
En esta época el club entró en una severa crisis tanto institucional como deportiva. En el año 1970 terminó penúltimo salvándose por dos puntos del descenso.
Los años posteriores no mostraron mejoría ubicándose siempre en la parte baja de la tabla, marcando también el alejamiento de los jugadores campeones, apareciendo de manera positiva la figura de Guillermo Muñoz quien sería el primer jugador en ser traspasado directamente a Europa a mediados del año 1973 y en el siguiente año conseguiría la final de la Copa Chile 1974 la cual perdería frente a Colo-Colo.
Lo positivo mencionado anteriormente no logró apaciguar los efectos del descalabro económico que redundó en el primer descenso caturro a Segunda División finalizada la Primera División de Chile 1977, año en que había asumido al comienzo José Pérez no pudiendo esta vez repetir el éxito de sus campañas anteriores y al finalizar en la 15.ª posición, debiendo jugar la liguilla de promoción ante Malleco Unido, Santiago Morning y un recién creado Cobreloa terminando 3.º siendo esta la sentencia de la pérdida de la categoría tras 34 temporadas consecutivas en la división de honor.
Para afrontar la Segunda División de Chile 1978 tomaría las riendas del equipo el exjugador caturro, Guillermo Díaz, junto a los regresos de jugadores campeones como Juan Olivares y Reynaldo Hoffmann sumado a jóvenes figuras como Juan Carlos Letelier y Jorge García además a otros futbolistas consagrados como Alfredo Quinteros y Juan Riveros. Solo un año duraría el club en la segunda categoría del fútbol chileno tras diecisiete victorias y quince empates durante 36 partidos se coronaría campeón obteniendo el ascenso directo a la Primera División de Chile.
Tras su regreso a la Primera División el club siguió sin levantar cabeza quedando en el puesto 16, por lo que nuevamente jugó la liguilla de promoción en la cual logró la permanencia.

### Años 1980: Años de Crisis
Las mala campaña que venía arrastrando el club tras su temporada anterior culminaron en un nuevo descenso en 1980 tras empatar en la última fecha 3 a 3 frente a Deportes Aviación. Al año siguiente, el club realizó su peor campaña en el profesionalismo quedando decimosexto entre veintidós equipos en la Segunda División de Chile 1981 donde también tendría que lamentar el fallecimiento de Víctor Bórquez en el Río Perquilauquén cuando el plantel se dirigía a jugar un partido en Angol.
Pese a terminar en la duodécima posición en 1982, obtuvo el ascenso por secretaría, al considerar la Asociación Central de Fútbol que el club representaba una buena plaza en función de la cantidad de espectadores que asistían a sus partidos.
En 1983 el club realizó una pésima temporada finalizando en la posición 21 solo superando a Audax Italiano, por lo cual le correspondía descender, sin embargo a mitad de campeonato se cambiaron las reglas estableciendo que los equipos que hubiesen alcanzado las semifinales de la Copa República no descenderían, como el equipo alcanzó las semifinales, donde fue eliminado por la Universidad Católica, se salvó de bajar, sin embargo Unión Española quien se vio perjudicado por esto presentó un reclamo por vicio reglamentario, que si bien en un principio fue rechazado por la Asociación de Fútbol Profesional, finalmente se decidió suspender el descenso.
En 1984 el club descendió por tercera vez al ocupar la décima posición en la zona norte de la Primera División de Chile 1984 teniendo marcadas malas campañas los años siguientes donde serían una constante los problemas económicos donde incluso los jugadores tendrían que armar una cooperativa para pagar los sueldos pasando a ser ellos los dueños del club.
Durante años de malas campañas en la Segunda División de Chile destacaron jugadores como Jaime Bahamondes, Miguel Latín, Patricio Miranda, Dino Olivares, Gustavo Poirrier, Leonardo Ramírez entre otros.
En 1989 consiguió nuevamente el ascenso tras logar la segunda posición de la Zona Norte lo que le permitió disputar la Liguilla de Promoción en la cual derrotó en partido de definición a Unión San Felipe por cuatro tantos a uno.

### Años 1990: campañas irregulares

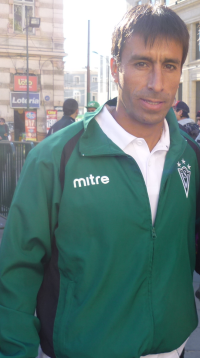
Moisés Villarroel se convirtió en un gran referente del club desde fines de los 90'.

Tras el ascenso se comenzó los años 1990 obteniendo un discreto 12.º puesto, a solo dos puntos del descenso. Las cosas no mejoraron y en 1991, tras realizar una pésima campaña, el club descendió luego de caer frente a su clásico rival Everton por 4 a 0 el 1 de diciembre de 1991, dos fechas antes del término del campeonato.
En 1992 el club celebró su centenario, pero en el ámbito deportivo parecía condenado al descenso a Tercera División sumado esto a una grave crisis económica que afectaba al club siendo una constante desde fines de los 70', sin embargo, en octubre asumió la administración del club el empresario "microbusero" Reinaldo Sánchez, quien entre otras medidas contrató como entrenador al exjugador del club Armando Tobar, consiguiendo la permanencia al finalizar 11.º, a cinco puntos del descenso.
Los dos años siguientes, pese a mejorar en el ámbito económico e institucional, no se realizan buenas campañas finalizando 7.º en la Segunda División 1993 con Elías Figueroa en la banca y 10.º en la Segunda División 1994.
Para la Segunda División 1995 bajo la dirección técnica de Jorge Luis Siviero se consiguió finalmente el ascenso a la división de honor tras empatar sin goles frente a Audax Italiano en el Estadio Monumental obteniendo el título del campeonato en el partido luego de derrotar en doble partido de definición al propio cuadro itálico (2 a 0 en el Estadio Monumental de Macul y 2 a 1 en el Estadio Sausalito de Viña del Mar). En el plantel que logró ese ascenso, destacaban jugadores como Rodrigo Cuevas, Raúl Muñoz, Pablo Peñailillo, Héctor Santibáñez, Claudio Núñez, Reinaldo Navia, Santiago Pizarro, Juan Carlos Guarda, Luis Guarda y los argentinos Víctor Hugo Amatti, Juan Carlos Zaragoza y Jorge Almirón debutando además en la última fecha un joven Moisés Villarroel.
De vuelta en Primera División, el club realizó una irregular campaña terminado 10.º en 1996, año en que destacó el delantero Mario Vener sería el primer jugador del club en consagrarse goleador del campeonato nacional.
Durante este periodo, pese a contar con grandes jugadores como Reinaldo Navia, Marcelo Vega, David Pizarro, Claudio Borghi, Gabriel Mendoza, el uruguayo Gonzalo Camilli, el seleccionado ecuatoriano Alberto Montaño y el mundialista de Francia 1998, Moisés Villarroel, no se consiguieron buenos resultados finalizando 14.º en 1997 y 15.º en 1998, lo que significó un nuevo descenso de la mano del técnico Pedro García.
En 1999 la directiva conformó un buen plantel con miras a obtener el ascenso esa misma temporada, sin embargo, transcurrido parte del torneo el club solo se ubicó en la medianía de la tabla, por lo cual se decidió cesar al entrenador Guillermo Páez y contratar en su lugar al exjugador de los años 1970, Jorge Garcés, con quien se obtuvo el ascenso en la última fecha, donde empató 1 a 1 ante Deportes Ovalle.

### Años 2000: Nuevamente a la cima y otra crisis

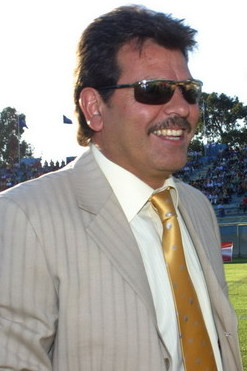
Jorge Garcés técnico campeón con el club en 2001.

En 2000, aún bajo las órdenes de Jorge Garcés y con un plantel ya consolidado (pese a que fichó a los colombianos Manuel Valencia y Francisco Cassiani, para la segunda rueda del campeonato nacional de ese año), afrontó de buena manera la temporada, sin embargo, esta no comenzó de la mejor forma realizando una pésima Copa Chile 2000, en la que no logró pasar la primera ronda. Distinta fue su presentación en el campeonato nacional, donde se ubicó en la 9.º posición, destacando las goleadas ante Universidad de Chile, Deportes Concepción y Universidad Católica, y el empate 1 a 1 frente a Everton por la última fecha y que significó el descenso del cuadro viñamarino.
Para 2001 se incorporó al equipo el mediocampista Arturo Sanhueza y el delantero uruguayo Silvio Fernández. El torneo comenzó de la mejor manera posible tras derrotar 5 a 0 como visita a O'Higgins. En la cuarta fecha, luego de derrotar también como visita a Huachipato, el equipo se ubicó como puntero del campeonato por primera vez desde 1976, terminando la primera rueda en la tercera posición. La segunda rueda se inició con victoria frente a O'Higgins y derrota frente a la Universidad Católica. En la fecha 20 solo se logró empatar ante Rangers de Talca y pareció que el campeonato se alejaba, sin embargo, en la siguiente fecha la victoria por 4 a 1 sobre el por entonces bicampeón Universidad de Chile, fue la primera de diez victorias consecutivas. En la última fecha, se enfrentaba a Audax Italiano como puntero del campeonato, con 3 puntos sobre la Universidad Católica, ante un Estadio Nacional con 50.000 personas que en su mayoría viajaron desde Valparaíso, se ganó por 4 a 2 con goles Renato Garrido, Silvio Fernández, Jaime Riveros y Joel Soto, coronándose campeón de fútbol chileno, luego de 33 años. Los caturros se coronaron por adelantado horas antes de su partido contra Audax Italiano, luego de que Colo-Colo le dio una mano, tras derrotar precisamente a Universidad Católica por 4 a 1.
Al año siguiente la directiva decidió no renovar el contrato de Jorge Garcés, asumiendo en su lugar el entrenador argentino Ricardo Dabrowski. En el primer semestre, pese a realizar una buena campaña, no se consiguió superar la primera fase de la Copa Libertadores 2002, destacando principalmente el triunfo por 1 a 0 sobre Boca Juniors con gol de Silvio Fernández, mientras que en el Apertura, solo se alcanzaron los cuartos de final. En la segunda mitad del año nuevamente no se consiguió superar la barrera de los cuartos de final, tanto en campeonato de Clausura como en la Copa Sudamericana.
Después de su participación internacional, a comienzos de 2003 asumió como entrenador Yuri Fernández proveniente de la Universidad de Concepción. Durante el primer semestre el club realizó una irregular campaña, debiendo recurrir al repechaje para obtener un cupo en los play-offs, siendo finalmente eliminado por Cobreloa en cuartos de final. Ya en el Torneo de Clausura, se hizo una gran campaña, logrando la cuarta ubicación en la fase regular y tras clasificar como mejor perdedor frente a la Universidad Católica y eliminar a Palestino alcanzó las semifinales, siendo nuevamente eliminado por Cobreloa, equipo que a la postre, sería el campeón de ese torneo.
Las buenas presentaciones continuaron durante el Apertura 2004, ubicándose segundo en la fase regular, a tan solo un punto de Cobreloa. En los playoffs llegó nuevamente a semifinales, siendo derrotado por Universidad de Chile, equipo que finalmente ganó ese torneo, luego de haber eliminado a Rangers y Unión Española. Destacó en este torneo la actuación de Jaime Riveros quien logró batir el récord de goles en fechas consecutivas del fútbol chileno, tras totalizar 21 goles en 15 partidos y la goleada por 4 a 0 frente a Everton, logrando romper una racha de 29 años sin triunfos en Primera División, frente a su clásico rival.
En el año 2004, tras eliminar en la liguilla a Unión San Felipe, Colo-Colo y Cobresal, consiguió nuevamente clasificar a la Copa Sudamericana, donde fue eliminado en primera ronda por la Universidad de Concepción. En el Clausura no se pudo revalidar la campaña del torneo anterior, finalizando último en la fase regular, lo que produjo el despido de Yuri Fernández por parte de la directiva, causando gran malestar entre los aficionados quienes despidieron en hombros al destituido técnico.
Para la temporada 2005, asumió el cargo de director técnico Carlos González proveniente de Deportes Temuco. Durante el Torneo de Apertura, solo se ubicó en la decimotercera posición, lo que no le permitió acceder a los playoffs. En el Torneo de Clausura, las cosas no mejoraron y bajo la conducción de Mario Soto, el equipo se ubicó en la decimocuarta posición.
En el Apertura 2006, aún bajo la conducción de Mario Soto, se ubicó último en su grupo, con solo 5 victorias en 18 partidos (décimo quinto el tabla general). Para el Clausura, se hizo cargo de la dirección técnica el exjugador de la década de 1960 Hernán Godoy, quien con un plantel conformado en gran parte por juveniles, logró realizar una buena campaña, finalizando en la octava posición, sin embargo, al quedar en tercera posición de su grupo debió jugar un repechaje frente a Universidad de Chile, pese a que estos solo se ubicaron en la decimoprimera posición. Finalmente cayó por 1 a 0.
Debido a la crisis institucional por la que atravesaba el club, el Torneo de Apertura 2007 encontró a un decano totalmente despotenciado, además recibió una sanción de tres puntos, por no presentar las plantillas de pago, en la fecha estipulada por la ANFP, lo que provocó que acabara en la vigésima posición sobre veintiún equipos.
La crisis deportiva e institucional se hizo insostenible en el Torneo de Clausura, llegando a recibir dos goleadas históricas frente a Audax Italiano y Palestino, finalmente se consumó el descenso a la Primera B, tras perder 2-0 ante Ñublense el 25 de noviembre de 2007 en el Estadio Playa Ancha.
El año 2008, Wanderers tuvo la peor campaña de su historia en el Torneo de Primera B, ocupando los últimos lugares en la tabla anual. En esa temporada se ubicó en la novena posición intentó a ascender pero no lo consiguió, no tan distante a la de Fernández Vial, club que descendió a Tercera División. Lo único destacable de aquella temporada, fueron los avances en la Copa Chile 2008/09, donde se alcanzaron los cuartos de final donde cayeron 4-2 en penales tras empatar 0-0 frente a Huachipato.
El Torneo de Primera B 2009 tuvo a un equipo regular, ocupando los puestos de avanzada del campeonato. Sin embargo, durante el Apertura ocupó el segundo lugar con 33 puntos, a siete del campeón Unión San Felipe, algo que no estaba en los planes de los directivos, quienes apostaban por obtener el título. El técnico Jorge Aravena fue despedido y se contrató al argentino Humberto Zuccarelli.
Ya en el Clausura, el equipo mantuvo sus buenas actuaciones, aunque fue alcanzado por San Luis, quien finalmente se adjudicó el torneo. Pero como Unión San Felipe ya había ascendido directamente al ser el primer lugar de la tabla anual, Wanderers quedó clasificado para jugar la final por el segundo ascenso directo.
El 4 de noviembre de 2009, y actuando como visitante en el Estadio Sausalito, se enfrentó a San Luis, ganándole por 2-1. En la vuelta, jugada en el día 8 de noviembre en el Estadio Regional Chiledeportes (hoy Estadio Elías Figueroa Brander), consiguió un empate 1-1 y así retornó a la división de honor del fútbol chileno ante más de 18.500 espectadores.

### Años 2010: El regreso a Primera División, la irregularidad y otra debacle
En la temporada 2010, tras una discreta primera rueda se le rescinde contrato al DT Humberto Zuccarelli, siendo reemplazado por el último técnico campeón con el club, Jorge Garcés. Finalmente tras un año irregular Wanderers termina en la octava posición, peleando hasta la última fecha la posibilidad de entrar en la Liguilla Pre-Libertadores y con el importante aporte de jóvenes de la cantera como Carlos Muñoz, Agustín Parra, Sebastián Ubilla, y Eugenio Mena.
Para la temporada 2011 no se le renueva contrato al entrenador Jorge Garcés y se contrata en su lugar al argentino Juan Manuel Llop. Al plantel arribó el defensa central Javier Tetes, el lateral Matías Omar Pérez y el centrodelantero Jerónimo Barrales. Llop, pese a haber perdido sus primeros dos partidos en la banca verde, logró un valioso triunfo de local frente a Colo-Colo ganándole por 2-1, y así empeorando la crisis que vivía el club capitalino. Tras este resultado, se esperaba que el cuadro porteño obtendría buenos resultados en el resto del torneo, pero este solo viviría una nueva campaña irregular. El resto del año 2011, el equipo no consiguió retomar su regularidad. Los malos resultados llevaron a la salida del técnico argentino y la llegada de Héctor Robles en su reemplazo. Bajo el mando del excapitán wanderino, y con la llegada de refuerzos como los argentinos Sebastián Rusculleda, Nicolás Martínez, y el experimentado volante colombiano Tressor Moreno, se subió el nivel, algo que finalmente no le alcanzaría para salvarse de jugar la Liguilla de Promoción en partidos de ida y vuelta frente a Naval de Talcahuano. En aquella instancia, superó a los choreros tras ganar 1-0 en el Estadio CAP y empatar 2-2 en un complicado encuentro en el Estadio Regional Chiledeportes (hoy Estadio Elías Figueroa Brander). Con esto, el cuadro verde pudo sostener la categoría por un año más.

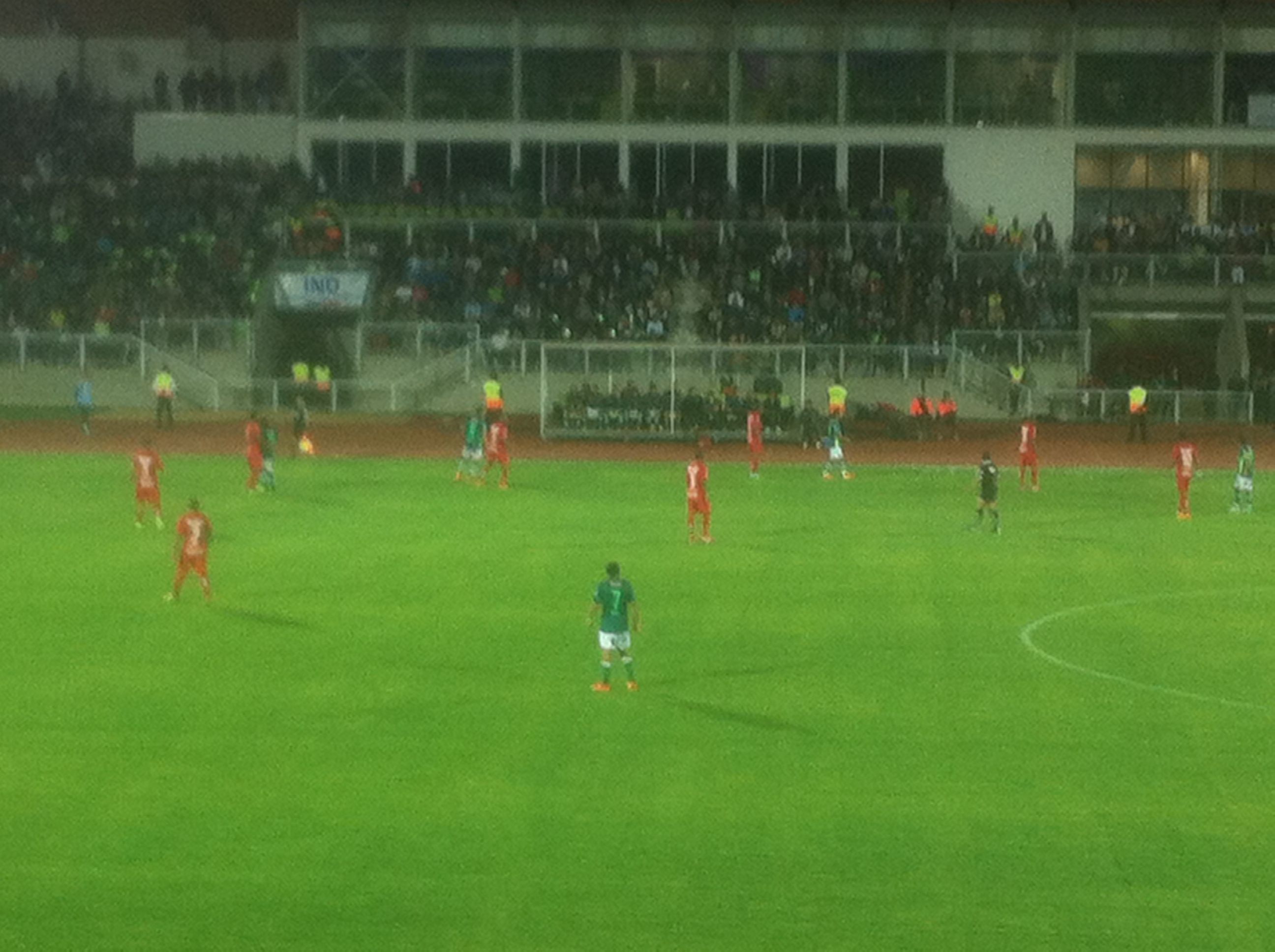
Partido entre Wanderers y Sport Club Internacional de Brasil en el año 2014

Para el año 2012, se decide contratar al técnico Arturo Salah por un período de 3 años, durante las primeras fechas del torneo de apertura, se realiza una buena campaña, lo que le permite al paso de 4 fechas estar como puntero absoluto del torneo, y las goleadas 5-2 sobre Universidad de Concepción y Cobresal, destacando en esta etapa el delantero Sebastián Ubilla, lo que al término del torneo le permitiría ser uno de los 3 goleadores del apertura. Pese a esto, a la fecha siguiente ante Universidad de Chile pierde por 3-0, lo que ocasiona una racha de partidos sin ganar que se extendería hasta el fin de la fase regular, finalizando fuera de los play-offs en la 11.º posición, provocando el malestar en la hinchada caturra. Durante el torneo de clausura, con la pérdida de su goleador Sebastián Ubilla, que partió a Universidad de Chile, pero con la vuelta de Jorge Ormeño y de Tressor Moreno, el equipo no logra levantar cabeza, lo que lo lleva a una racha negativa de 14 partidos sin ganar hasta el día de su 120 aniversario (13 por el torneo local y 1 por Copa Chile). El día 15 de agosto, el club cumple su 120 aniversario, conmemorándolo con la Copa Decanos de los Andes frente al Quilmes de Argentina. En el partido de ida en Playa Ancha, se cae por un contundente y humillante 4-1, lo que culmina el proceso de Arturo Salah en el banco caturro con la peor campaña de un entrenador en el equipo porteño. Luego sería presentado como nuevo DT Ivo Basay, por un período de un año. Luego de 17 encuentros seguidos sin saber de triunfos, logran la ansiada victoria por 3 a 0 ante Unión La Calera, por la segunda fecha de Copa Chile 2012. Al final de la temporada, el equipo porteño lograría mantener la categoría fuera de todo peligro terminando invicto en las últimas cinco fechas.
Para 2013 con Ivo Basay al mando del equipo se logra mantener la base de jugadores del 2012 empezando con el pie izquierdo cosechando solo derrotas en las 3 primeras fechas mostrando serios problemas en defensa, que serían resueltos con la llegada del experimentado defensa Ezequiel Luna. Con él, Wanderers mostraría un sólido nivel defensivo y recuperaría el ímpetu mostrado en las últimas fechas de 2012, logrando un invicto de 4 partidos derrotando a Club de Deportes Iquique, Club Universidad de Chile, Club Deportivo Universidad Católica y empatando con Palestino. Finalizado el primer torneo de ese año se lograría el objetivo de no descender. Para la Temporada 2013/14 se impondría como objetivo alcanzar la clasificación a una copa internacional efectuando fichajes estelares para el medio como el delantero Marcos Sebastián Pol, Gastón Cellerino, Juan Abarca, Boris Sagredo, Matías Mier, Nicolás Canales, Fernando De la Fuente, entre otros, pero finalmente la inversión realizada no daría frutos fracasando en ambos torneos del año el objetivo impuesto. Lo único destacable de aquel año fue la reinauguración del Estadio Elías Figueroa Brander donde se jugó un partido inaugural frente al Sport Club Internacional de Brasil que se impondría por 2 goles a 1.

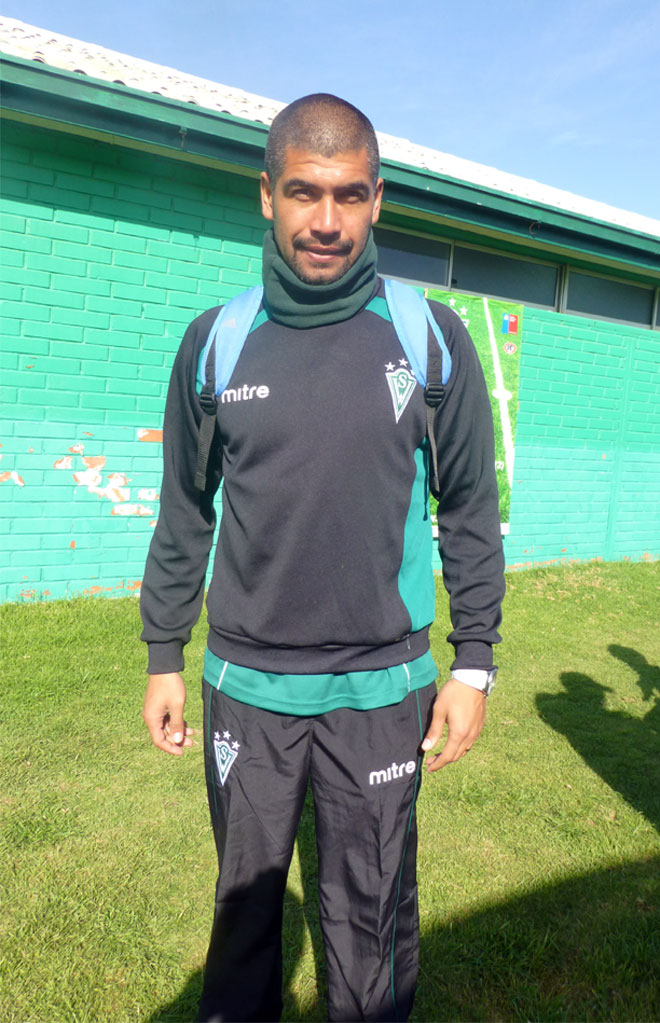
Jorge Ormeño, volante que regresó al club en 2012. Como capitán logró un subcampeonato en el Torneo de Apertura 2014 y luego jugó la Copa Sudamericana 2015.

Para la Temporada 2014/15 asume como director técnico Emiliano Astorga, quien a su llegada tenía la misión de sacar al equipo de la zona de descenso de la cual estaba cercano, por lo que con contrataciones como la del argentino Jorge Luna, Marco Medel, Pablo Tamburrini, Gonzalo Barriga y Roberto Gutiérrez, proveniente este último desde México, se logró conformar un plantel interesante como hace años no se veía en el puerto. Con el correr de las fechas el plantel se fue afianzando en las primeras posiciones, peleando palmo a palmo con los elencos de Santiago, Universidad de Chile y Colo-Colo en uno de los cierres de torneo más apretados y memorables de los que se tenga registro en fútbol chileno.
En la última fecha del torneo tres equipos llegaban con posibilidades de ser campeones y separados a tan sólo un punto de diferencia, con el condimento agregado que, Wanderers y Colo-Colo eran directos aspirantes al título y se enfrentarían entre sí en el Elías Figueroa Brander, mientras que por otro lado Universidad de Chile jugaría su opción de campeonar ante un complicado Unión La Calera en el Estadio Nacional. Finalmente, Wanderers se impondría 2-0 con tardíos goles de Matías Mier al 95' y Gonzalo Barriga al 97' dejando sin chance a Colo-Colo de lograr un nuevo título, que sólo necesitaba de ganar para alargar el campeonato a un partido de definición con Universidad de Chile, que no fue posible, debido a que los laicos ganaron su partido por la mínima diferencia.
Finalmente Wanderers alcanzaría el mejor porcentaje de rendimiento de su historia con un 84,3%, por encima de los rendimientos de equipos a la postre campeones como el de 2001, por lo que en concreto con 14 triunfos, 1 empate y 2 caídas, tan sólo sería posible alcanzar el subcampeonato en el Apertura 2014. De todas formas el esfuerzo no fue en vano, ya que los dirigidos de Emiliano Astorga lograron clasificar en el primer puesto para la Liguilla Pre-Libertadores 2014 que entregaba cupos para competencias internacionales, y lograr pasajes para la Copa Sudamericana 2015, volviendo así a competiciones internacionales después de 11 años.
Luego del éxito de la temporada recién pasada, el rendimiento del equipo comienza a decaer debido a la negativa de la directiva de reforzar el equipo, el equipo cayó a la posición 17 de la tabla del Clausura 2015, afortunadamente para el club, la campaña anterior evitó que el equipo descendiera a la Primera B.
En la siguiente temporada, el club consigue traer de vuelta a David Pizarro y a Carlos Muñoz, a pesar de esto, el equipo no consiguió superar la primera ronda de la Copa Sudamericana, a pesar de la mala campañan internacional, el club logró ubicarse en la 8.ª posición del Apertura 2015, semestre que culminó con el finiquito de Emiliano Astorga y un incidente entre las hinchadas de Santiago Wanderers y Colo-Colo, en el siguiente semestre, el club logra la 6.ª posición del Clausura 2016, semestre en el que el decano fue dirigido por Alfredo Arias, logrando ingresar a la liguilla pre-sudamericana, en la cual fue eliminado por O'Higgins en la final con un marcador global de 1-0. En la siguiente temporada el club se muestra muy irregular y estuvo al borde del descenso, además se vio en una profunda crisis económica luego de que el principal accionista, Nicolás Ibáñez, decidiera dejar de prestar apoyo al club y solicitara la devolución de mil millones de pesos.
Luego de esta mala campaña, Nicolás Córdova asumió la banca del elenco caturro, y consiguió llevar al decano a una nueva cita internacional, al conquistar la Copa Chile 2017 luego de derrotar a Universidad de Chile por 3 a 1 en la final, y ganar así el derecho de participar en la Copa Libertadores 2018, así como también clasificar a la Supercopa de Chile 2018. Sin embargo, y tras empatar 0 a 0 con Palestino en la última fecha del Torneo de Transición 2017, Wanderers se ubicó último en la tabla de coeficiente de rendimiento, y fue condenado a jugar la promoción con Unión La Calera. Pese a ganar el primer encuentro en Quillota por 1 a 0, en el partido de vuelta fueron superados por Unión La Calera por el mismo marcador, por lo que la llave se definió en tiros desde el punto penal, donde Wanderers se inclinó por 4 a 5, lo que definió su descenso a Primera B. Con esto, Santiago Wanderers se convirtió en el primer equipo chileno en disputar la Copa Libertadores encontrándose en la segunda categoría del fútbol nacional.

### Años 2020: Un nuevo ascenso y otro descenso a Primera B
En 2020 Santiago Wanderers volvería a la Primera División, luego de 2 años en Primera B, gracias a una perfecta campaña en 2019, terminando el campeonato como puntero, logrando el ascenso directo. Su regreso a la Primera División comenzaría con una derrota 3-0 frente a Universidad Católica, Sin embargo, el cuadro caturro se mantendría firme y al final del campeonato, lograría quedar en la posición 11 de 18 equipos.
El arranque del Campeonato PlanVital 2021 fue muy irregular para Santiago Wanderers, pues tuvo el peor inicio de un equipo chileno en toda la historia de la división de honor, perdiendo todos los partidos de la primera rueda y empatar con O'Higgins y Deportes La Serena, rescatando apenas dos puntos. En la segunda rueda el cuadro caturro consiguió 4 triunfos consecutivos (0-1 ante Unión La Calera en el Nicolás Chahuán, 2-1 ante Cobresal en el Elías Figueroa, ante Ñublense en el Nelson Oyarzún y ante Universidad de Chile en el Elías Figueroa), e incluso llegaría a 5 partidos sin perder, empatando con Melipilla 1-1 en el Municipal de La Pintana, pero no alcanzó para salvar la categoría. Luego de varias derrotas, empates y escasos triunfos, y una paupérrima campaña, finalmente el día 9 de noviembre de 2021, luego de una derrota por 3-0 frente a Curicó Unido, Santiago Wanderers quedó sin opciones de mantener la categoría, al estar a 12 puntos de Huachipato a falta de 3 fechas, concretando su descenso y regreso a la Primera B.

## Clásico Porteño
- Actualizado al 3 de septiembre de 2022.

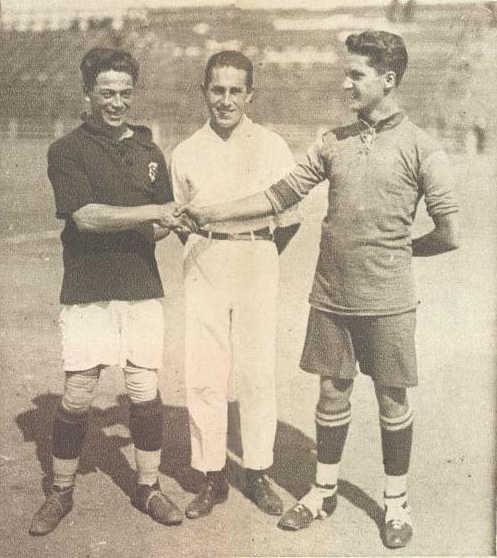
Wanderers y Everton en 1925.

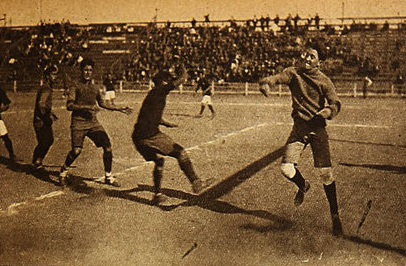
Clásico Porteño durante el amateurismo.

El rival tradicional de Santiago Wanderers es Everton de Viña del Mar, frente al que disputa el Clásico Porteño. Si bien Los primeros enfrentamientos entre ambos datan de los años 1910, periodo en el que este último ingresó a la Football Association of Chile, por aquel entonces el rival de Wanderers era La Cruz Football Club, club representativo del homónimo cerro de Valparaíso. La rivalidad con Everton comenzó a gestarse hacia la segunda mitad de los años 1930 y se vio intensificada con el traslado de Everton a Viña del Mar, separada a solo 9 kilómetros de Valparaíso. Aunque durante el amateurismo Wanderers dominó gran parte de los enfrentamientos entre ambos, el club no ha podido plasmar aquella diferencia en la época profesional, llevando actualmente una desventaja en balance histórico de enfrentamientos. La última vez que Wanderers logró tener ventaja en el historial de enfrentamientos por primera división fue en 1970. El primer encuentro en el fútbol profesional aconteció el 9 de julio de 1944 con triunfo de Everton por 2 tantos a 0. En las décadas siguientes existió una paridad casi absoluta entre ambos equipos registrándose entre 1944 y 1972 65 encuentros por Primera División con 23 triunfos de Wanderers y 24 de Everton. Esta tendencia comenzó a romperse durante la década de los años 1970, en la cual Everton consiguió una racha de 7 victorias consecutivas, lo que le valió lograr una ventaja en el balance histórico que mantiene hasta la actualidad.
En total por la serie de honor se han enfrentado en 103 oportunidades. Wanderers ganó en 34 y Everton en 39, finalizando los 30 encuentros restantes en empate.
Considerando todo tipo de enfrentamientos oficiales, es decir, partidos disputados en el profesionalismo a partir de 1943 (incluyese Copa Chile, Campeonatos de Apertura y ligas locales profesionales) han jugado 157 veces con 50 triunfos de Wanderers y 64 de Everton, siendo una diferencia de 14 partidos a favor de los viñamarinos.
| Santiago Wanderers      | 50  |
| Empates                 | 43  |
| Everton de Viña del Mar | 64  |
| Total                   | 157 |

## Administración
Desde su fundación la administración de Santiago Wanderers estuvo a cargo de un directorio, que a su vez estaba encabezado por un presidente, siendo el primero Gilberto Hidalgo quien fue uno de los fundadores de club.

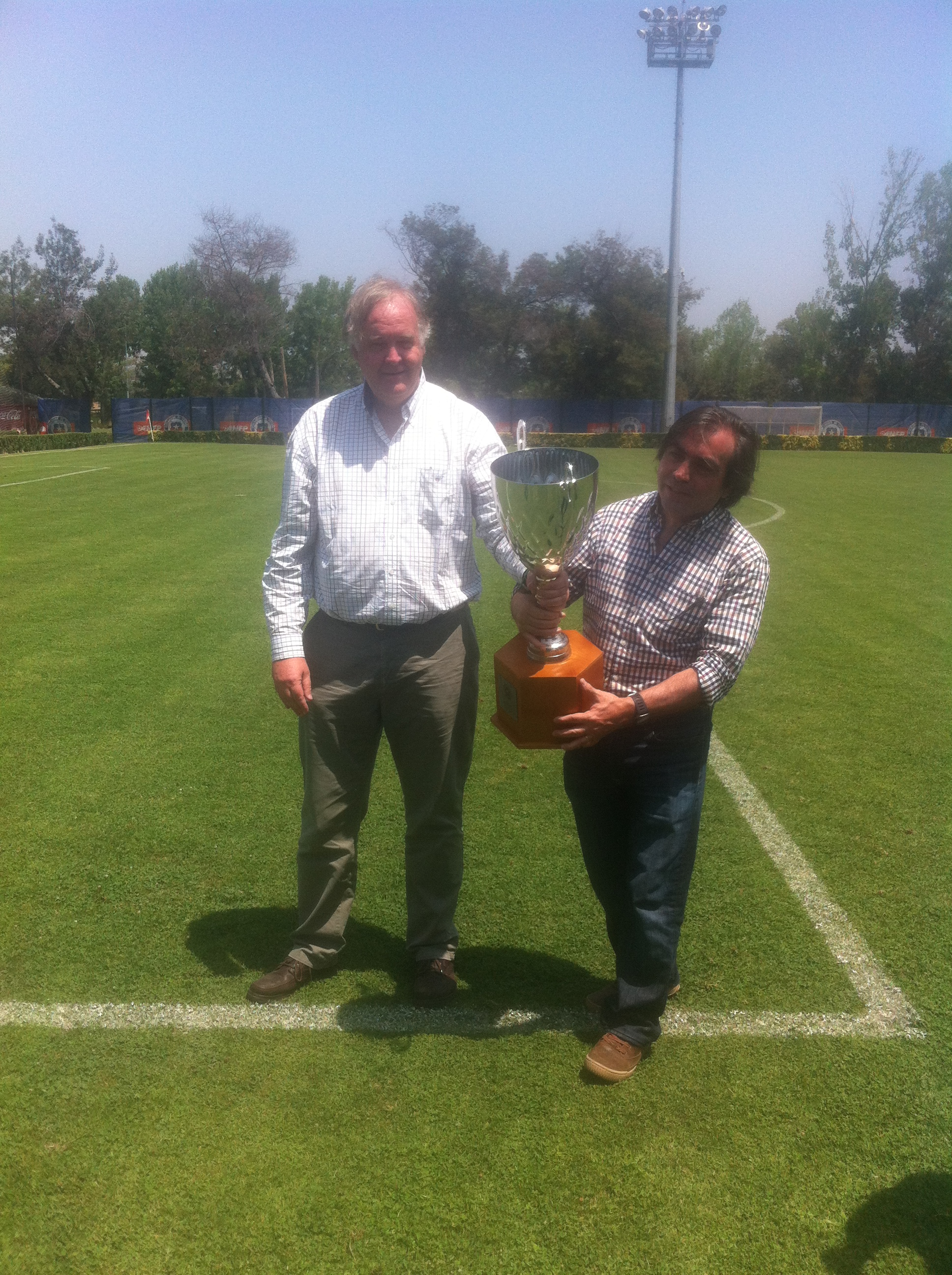
Jorge Lafrentz, expresidente del club, y Roberto Carrasco, quien fuera presidente de la comisión fútbol, ambos con el trofeo obtenido por la división sub-19 en 2013.

La primera gran crisis económica que afecto al club fue en 1940, cuando el por entonces presidente Guillermo Lyng decidió contratar una gran cantidad de jugadores argentinos a fin de afrontar el torneo local profesional (Asociación Porteña de Fútbol Profesional), además de una gira que se realizó a lo largo de América. Si bien la gira fue beneficiosa en el aspecto deportivo, fue pésima en lo económico, ya que se contrajeron numerosas deudas con varios equipos y federaciones sudamericanas. Esto, sumado a un gran déficit monetario que arrastraba el club desde su paso por la Asociación Central de Santiago en 1937, durante la cual tuvo que costear su permanencia en la capital al impedírsele ejercer como local en Valparaíso, provocó una severa crisis económica que puso en peligro la existencia del club. Esta solo pudo ser superada en 1943, año en el cual los dirigentes decidieron desafiliarse de Asociación Porteña e ingresar nuevamente a la Asociación Central con el objetivo de aumentar los ingresos del club.
Hacia los años 1980 el club entró en una severa crisis institucional, la cual junto a los malos resultados en al ámbito deportivo conllevaron a que en 1991 el club corriera serio riego de desaparecer ante su inminente descenso a tercera división. En 1992 un grupo de socios, entre los cuales se contaban a Rubén Guerrero, Hugo Rodríguez y Carlos Pérez decidieron solicitar respaldo económico en el empresariado del gremio autobusero de la V Región, Entre ellos se encontraban Ronald Parada y Reinaldo Sánchez, siendo este último quien asumió el cargo de presidente el 2 de octubre del año 1992, y quien junto a su directiva inyectó los recursos necesarios para la continuidad del club.
Tras una década de relativa tranquilidad, hacia el año 2003 la dirigencia comenzó a mostrar las primeras señales de agotamiento además de que el club volvió a tener serios problemas económicos. En 2007 el gremio autobusero renunció a la administración del club y Reinaldo Sánchez solicitó ante la justicia la quiebra del club por una deuda de 170 millones de pesos. Ante esta situación asume el control del club el Movimiento de Restauración Verde (MRV) encabezado por Carlos Bombal y Osvaldo León, quienes en una asamblea de socios realizada el 2 de junio decidieron expulsar a Reinaldo Sánchez como socio del club esgrimiendo como causal el "grave daño institucional que este pretende causar al club pidiendo su quiebra".
Durante el año 2007 el club se encontró inmerso en una pugna entre dos facciones: quienes deseaban convertir al club en una Sociedad Anónima Deportiva y quienes deseaban conservar al club como una corporación sin fines de lucro. Finalmente, la asamblea de socios de la corporación aprobó la concesión de la sección de fútbol profesional, que también incluye las divisiones inferiores de este, a la firma LarrainVial por un período de 30 años bajo el nombre de La Joya del Pacífico S.A. No obstante, Chiledeportes, mediante una resolución administrativa, rechazó la concesión a la sociedad anónima cerrada, por lo que la sección de fútbol, acogiéndose a la Ley N° 20.019, se transformó en Sociedad Anónima Deportiva Profesional, pasando a denominarse Club de Deportes Santiago Wanderers S.A.D.P., pese a lo anterior, se espera que el club vuelva a formar parte de la corporación en el año 2038.
Por otro lado, el resto de las ramas del club siguen siendo administradas por la corporación, cuya directiva es escogida por los socios y tiene derecho a dos integrantes dentro de la mesa directiva de la concesionaria.

### Presidentes
- 1892-1896: Gilberto Hidalgo
- 1897-1899: Armando Macuer
- 1900-1906: Francisco Montes de Oca
- 1907-1910: Arturo Gálvez
- 1911-1912: Anselmo Arellano
- 1913-1915: Guillermo López Pérez
- 1916-1918: Rafael Luis Barahona
- 1919: Arturo Latorre
- 1920: Ernesto Varas
- 1921-1922: Julio Montaner
- 1923-1925: Ricardo González Aguirre
- 1926: Julio Montaner
- 1927: Humberto Landi
- 1928: Ernesto Guevara
- 1928-1930: José Soto Bunster
- 1931: Eliseo Guerra
- 1931: Diógenes Guerra
- 1932-1933: Andrés Morán
- 1934-1936: Julio Montaner
- 1937: Erasmo Sapiain
- 1938-1939: Guillermo Lyng
- 1940-1946: Guillermo Cárcamo Vera
- 1947: Pedro Uribe
- 1948: Guillermo Cárcamo Vera
- 1949-1951: Arsenio Fernández Peláez
- 1952: Otto Lührs Pentz
- 1952: Scipión Cortés
- 1953-1955: Antonio Voltá
- 1956-1958: Enrique Basáez Mella
- 1959-1970: Juan Milesi Urrutia
- 1971-1972: Agustín Prat Valdés
- 1973-1975: Jorge Lafrentz Möller
- 1975: Marco Antonio Ponce Fuentes
- 1975-1982: Renzo Arata Canessa
- 1983-1984: Jorge Lafrentz Möller
- 1985: Bernardo Salazar López
- 1985-1987: Mario Herrera
- 1988-1992: Bernardo Salazar López
- 1992: Patricio Vidal Walton
- 1992: Juan Carlos Cisternas
- 1992-2001: Reinaldo Sánchez Olivares
- 2001-2005: Luis Sánchez Cruz
- 2005-2006: Juan Ponce Herrera
- 2006-2007: Enrique Iglesias Figueroa
- 2007-2009: Carlos Bombal Serey

Santiago Wanderers S.A.D.P.
- 2018: Jorge Lafrentz Fricke
- 2018-2021: Rafael González Camus
- 2021-: Reinaldo Sánchez Olivares

## Himno
La gran temporada 1913 de Santiago Wanderers, que ganó la Liga y la Copa Sporting de la Asociación de Valparaíso, llevó al músico y directivo del club, Efraín Arévalo López, a crear el himno de la institución. Su autor lo tituló como «The First in the Field», y fue interpretado por vez primera el 25 de octubre de 1913, en la fiesta organizada para entregar los premios anuales, celebrada en un salón de la Sociedad José Francisco Vergara.
La canción estaba dedicada al plantel de ese año, y tenía cuatro estrofas. Con el pasar de los años, se suprimieron la segunda y cuarta estrofa, y se cambiaron algunas palabras.

## Uniforme y colores
El primer uniforme del club constaba de camisetas blancas de manga corta, con ribetes negros y las iniciales «SW», junto a pantalones negros. En el año 1905, Wanderers utilizó una camiseta listada de colores café y azul, y en el año 1907 el equipo agregó una banda diagonal negra en una camiseta de color blanco.
Sobre la adopción del color verde, según lo descrito por Manuel Díaz Omnes en su libro de 1952 Wanderers, biografía anecdótica de un club, el marinero británico de nombre James Mac Lean, que había quedado varado en Valparaíso en 1907, entabló amistad con la familia Nelson, dueña del Hotel Inglés y ligada al club. Al momento de retornar al Reino Unido debía dinero por su estadía, que saldó al comprometerse a enviar desde Europa camisetas listadas de café y azul. Sin embargo, cuando en agosto de 1908 llegaron los uniformes a Valparaíso, eran diez camisetas verdes más una blanca para el portero, que quedaron como definitivas. Otra versión sobre el origen del color verde contó el fundador y primer capitán de Santiago Wanderers Francisco Avaria a El Mercurio de Valparaíso en 1942. En dicha entrevista, Avaria señaló que el jugador del club Knott, quien era irlandés, encargó a su país un juego de camisetas, que fueron tejidas por su madre.
Según Díaz Omnes el color verde tuvo su estreno el 18 de septiembre de 1908, en la disputa de la Copa Centenario, en un encuentro disputado frente a la selección de Santiago en el Club Hípico de la capital. Desde entonces es el color distintivo del equipo en las camisetas, que ha mantenido en su uniforme titular.
En 1968, año en el que el conjunto porteño alcanzó su segundo título de la Primera División de Chile con un equipo conocido como «Los Panzers», el equipo estrenó una camiseta con finas líneas y tercios verdes que se convirtió en símbolo del triunfo. 
Este uniforme, denominado «modelo Panzer», estaba en una tienda de Viña del Mar, donde fue advertido por los jugadores Alberto Ferrero, Vicente Cantatore y Mario Griguol, quienes le llevaron uno a los dirigentes. Ante la recomendación de los futbolistas, un directivo del club compró un juego completo, que fue utilizado por primera vez el 29 de septiembre de 1968, en un encuentro frente a Universidad de Chile en el Estadio Santa Laura. El equipo vistió el conjunto en la Copa Libertadores 1969, y tuvo su reedición en el año 2001, temporada en el que Santiago Wanderers obtuvo su último campeonato nacional.
| Primer | ver evolución | Actual |

## Estadio
Santiago Wanderers ejerce de local en el Estadio Elías Figueroa Brander, el cual está ubicado en Leonardo Carvallo esquina González de Hontaneda, en el cerro Playa Ancha, por lo que comúnmente se le conoce como «Estadio Playa Ancha». Fue reinaugurado el 19 de febrero de 2014 y posee una capacidad de 25 568 localidades, la que se dividen en Galerías Norte y Sur, Tribuna Andes, Tribuna Pacífico, Preferencial y sectores vip. Si bien el estadio perteneció gran parte de su historia a la Municipalidad de Valparaíso, actualmente su propietario es el Instituto Nacional de Deportes.
Wanderers también ha utilizado el Estadio Sausalito de cuando el Elías Figueroa no está disponible, como en la temporada 1962 en donde el Estadio de Valparaíso fue la sede de la Feria y Exposición de ASIVA, o en 1978, cuando se instaló en Playa Ancha la nueva pista atlética. En dos de sus participaciones en Copa Libertadores, en los años 1969 y 2002, ha utilizado también el Estadio Sausalito.

### Otras instalaciones

#### Sede social

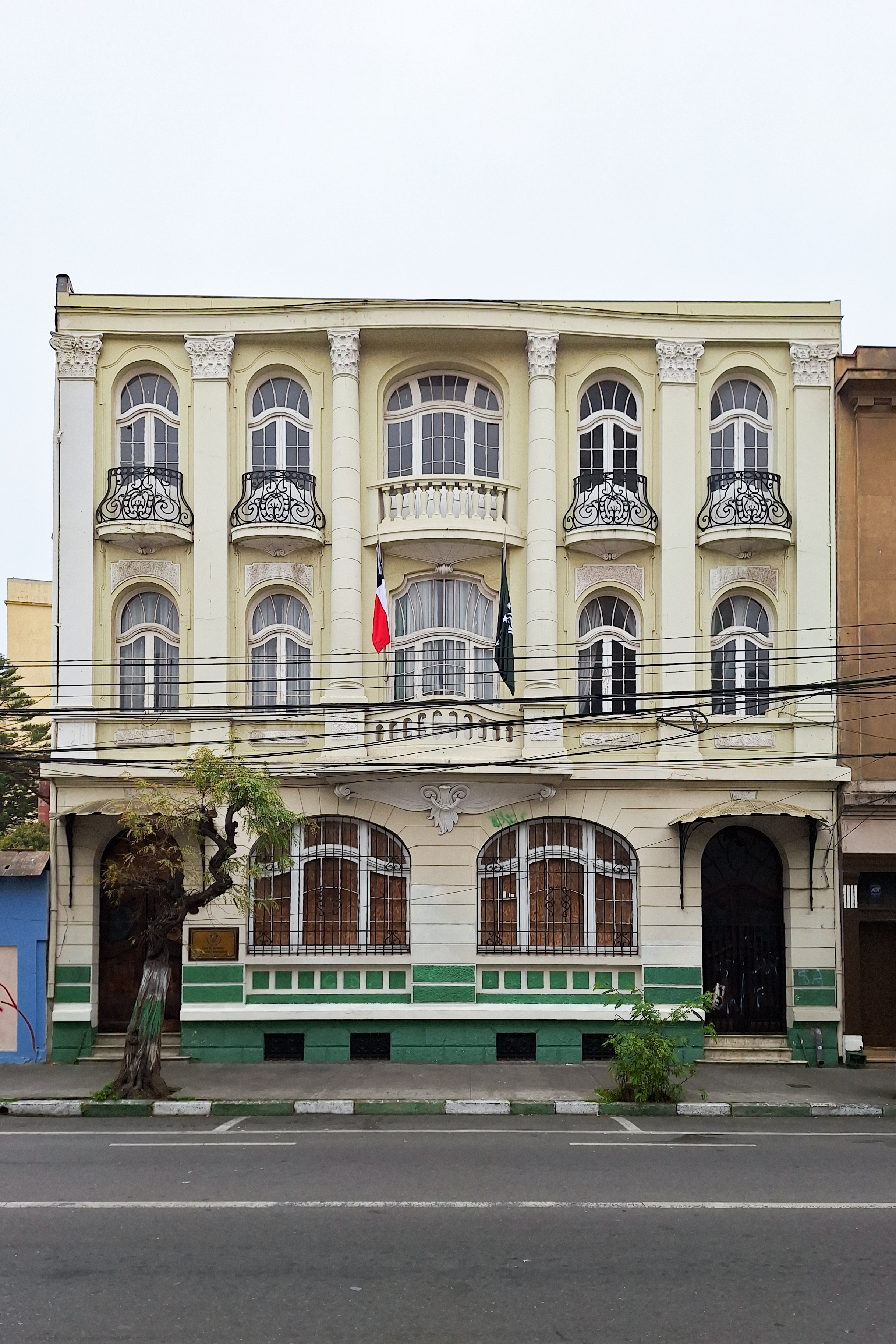
Casa Ballivián, sede social del Club de Deportes Santiago Wanderers.

Desde sus inicios, el club ha tenido diversas sedes, entre las que se puede mencionar la casa de Máximo Bruna, ubicada en calle Brasil en el barrio El Almendral y que ejerció como sede del club hasta 1906 cuando fue destruida por el terremoto de Valparaíso. La actual sede social de Santiago Wanderers es la Casa Ballivián, se encuentra ubicada en calle Independencia 2053/2026. Fue construida en 1924, por el arquitecto Otto Anwandter, y adquirida por el club en 1997 por la Inmobiliaria Santiago Wanderers S. A. en $120 millones. Posee 1332 m² construidos, distribuidos en 3 pisos, subterráneo y buhardilla. El 27 de mayo de 2007 fue presentada una iniciativa a fin de que la Casa Ballivián sea declarada monumento histórico nacional.
Si bien, tras la concesión del club a La Joya del Pacífico S. A., surgieron rumores acerca de la venta de la sede, estos han sido descartados hasta el momento.

#### Complejo Deportivo de Mantagua
Desde el año 1998 el club cuenta con este complejo ubicado en la localidad de Mantagua, comuna de Quintero, el cual cuenta con cuatro canchas profesionales, camarines, gimnasio, oficinas, lavandería y piscina para el primer equipo y las divisiones inferiores del club. En 2004 este complejo tuvo nuevas instalaciones gracias al proyecto "Goal FIFA".
Además en 2012 inauguró una nueva sala de prensa que lleva el nombre del histórico portero del club, Juan Olivares Marambio.

## Afición

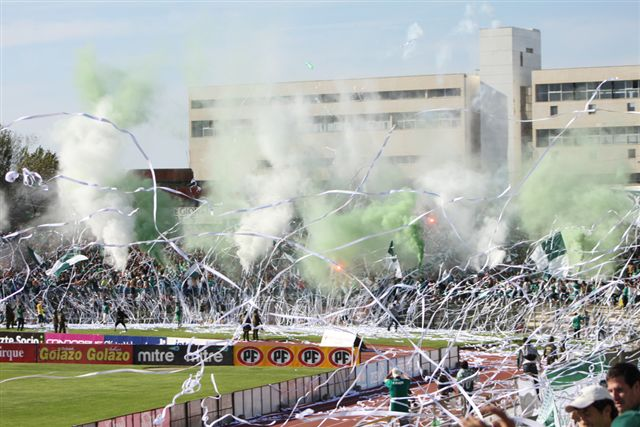
«Los Panzers» en la salida al campo del equipo.

Diversas encuestas ubican a Santiago Wanderers como uno de los cuatro equipos con mayor cantidad de simpatizantes en el país. Un estudio de opinión pública realizado en 1999 por la Fundación Futuro lo ubicó como el cuarto equipo con mayor preferencia con un 1,8%, aunque cabe destacar que el estudio solo se llevó a cabo en Santiago. Por otra parte un sondeo realizado por Chilescopio en 2006 a 1500 personas de las cuales 100 pertenecían a la región de Valparaíso también lo ubicó en el cuarto puesto con un 4% de la preferencia nacional, mientras que en el mismo estudio realizado en 2007 apareció cuarto con un 2%. En 2009 aparece en cuarto lugar con un 2,4% en una encuesta realizada a 1.010 personas de todo el país por la empresa Adimark y encargada de manera oficial por la ANFP

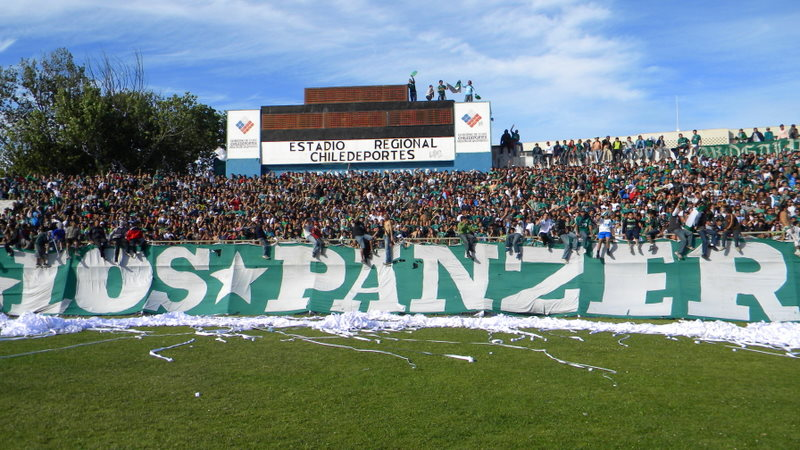
La barra de «Los Panzers».

A los aficionados del club se les denomina «wanderinos», «caturros» o «porteños» y provienen principalmente de Valparaíso y ciudades aledañas como Quilpué, Villa Alemana, Viña del Mar, Limache o Quillota. Si bien, en décadas anteriores, el club contó con un grupo de aficionados organizados de carácter oficial, la actual barra brava de Santiago Wanderers, denominada «Los Panzers» en honor al plantel campeón de 1968 que recibió dicho apodo, fue fundada en 1994 por iniciativa de un panelista del programa radial «Frecuencia Verde». En sus comienzos, «Los Panzers» estuvieron conformados por estudiantes universitarios, principalmente de la Pontificia Universidad Católica de Valparaíso, para posteriormente incluir integrantes de todos los ámbitos sociales. Por otro lado, si bien estos han estado involucrados en varios actos de violencia, también han realizado actividades en el ámbito social como apoyar la conformación de la rama de balonmano del club.
Cabe mencionar que el club posee una mascota oficial la cual recibe el nombre de «Loro Caturro», quien fue personificado por Osvaldo Soudre, desde el 12 de diciembre de 1981 hasta el 17 de abril de 2012 cuando falleció.
En el último censo realizado en 2012 por El Gráfico donde participaron 91.016 personas vía redes sociales (el más grande realizado por este medio), Santiago Wanderers se ubicó como el cuarto club más popular del país, superando a Cobreloa (1%) y por detrás de Universidad Católica (7%), Colo-Colo (41%) y Universidad de Chile (45%) en cuanto a la adherencia nacional.

## Datos del club

### Era amateur (1897-1940)
- Temporadas en National Football Association: 2 (1897-1898)
- Temporadas en Football Association of Chile/Liga Valparaíso: 41 (1899-1936; 1938-1940)
- Mejor puesto en 1.ª: 1.º

### Era profesional (1937, 1940-)
Era Profesional local
- Temporadas en Asociación Porteña de Fútbol Profesional: 4 (1940-1943)

Era Profesional ANFP
- Temporadas en 1.ª: 63 (1937; 1944-1977; 1979-1980; 1983-1984; 1990-1991; 1996-1998; 2000-2007; 2010-2017; 2020-2021)
- Temporadas en 1.ªB: 21 (1978; 1981-1982; 1985-1989; 1992-1995; 1999; 2008-2009; 2018-2019; 2022-)
- Mayores goleadas obtenidas:
  - En Primera División: 7-0 a Everton en 1949 y Universidad Católica en 1954
  - En Copa Chile: 7-2 a San Luis de Quillota en 2014
  - En torneos internacionales: 4-1 a Juan Aurich en 1969
- Mayores goleadas recibidas:
  - En Primera División: 1-7 ante Audax Italiano en 2007
  - En Primera B: 1-9 de Deportes Iquique en 1992
  - En torneos internacionales: 1-5 de Deportivo Cali de Colombia en 1969
- Mejor puesto en 1.ª: 1.º
- Peor puesto en 2.ª: 16.º (1981)
- Posición histórica: 9.º
- Máximo goleador en Primera División: Juan Álvarez (85 goles)[108]
- Jugador con más partidos disputados: Eduardo Herrera (314 partidos oficiales)
- Jugador con más títulos: Juan Olivares Marambio (4)
- Entrenador con más títulos conseguidos: José Pérez (4)
- Venta más alta: Reinaldo Navia (2 millones de dólares, 2000)[109]
- Máximo de partidos ganados consecutivamente: 11 (2001 - Apertura 2002[110] y Apertura 2014)
- Distinciones por Rankings: Top 30 en Ranking Mundial de Clubes según IFFHS (2):
  - Número 27, diciembre de 2002 (Mejor Club Chileno).[111]
  - Número 30, octubre de 2002 (Mejor Club Chileno).[112][113]
  - Número 14, febrero de 2015 (Ranking Sudamericano de Clubes)
- Asistencia media: 9.045

## Jugadores

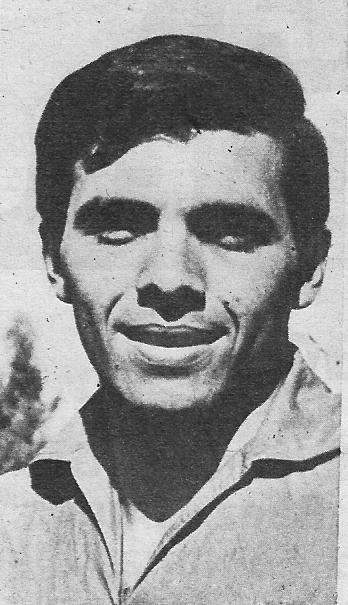
Elías Figueroa como futbolista de Santiago Wanderers disputó la Copa Mundial de Fútbol de 1966.

En sus 131 años de historia han sido sobre 1000 los futbolistas de Santiago Wanderers que han disputado al menos un encuentro oficial con la camiseta del primer equipo de la institución. Entre ellos, Eduardo Herrera (314), Moisés Villarroel (309) y Eugenio Méndez (299) son los jugadores con más partidos disputados por el club desde su ingreso al profesionalismo en 1937.
En lo que respecta a tantos convertidos, Juan Álvarez Rubiño es el goleador histórico de Santiago Wanderers por encuentros oficiales de Primera División con 85 anotaciones entre 1962 y 1975 siendo seguido por José Fernández y Armando Tobar. Además Jaime Riveros es el jugador que ha marcado más goles en fechas consecutivas en la historia del fútbol chileno y el tercero a nivel mundial, tras totalizar 21 goles en 15 partidos.
El primer jugador de Santiago Wanderers en ser convocado a la selección de fútbol de Chile fue Arturo Acuña, quien integró el plantel que disputó el primer encuentro oficial jugado por está el 27 de mayo de 1910 frente a Argentina.
Desde entonces, el club ha contribuido con alrededor de 50 futbolistas al combinado nacional, quienes en su totalidad sumaron sobre 270 presentaciones por encuentros tipo A con la roja. Entre estos, Raúl Sánchez es quien acumuló el mayor número de presencias mientras jugaba por Santiago Wanderers, con 33 partidos disputados entre 1959 y 1964. Más abajo se ubican Juan Olivares (23), Eduardo Herrera (18), Armando Tobar (17) y Elías Figueroa (17) como los jugadores que representaron al país en más ocasiones.
En el año 2010 con motivo del aniversario número 118 de la institución y el Bicentenario de Chile miles de hinchas votaron por su equipo bicentenario a través de la página web oficial del club. Los jugadores más votados fueron: Juan Olivares, Eduardo Herrera, Raúl Sánchez, Raúl Toro, Elías Figueroa, David Pizarro, Jaime Riveros, Moisés Villarroel, Alberto Ferrero, Reynaldo Hoffmann y Juan Carlos Letelier. También el club posee una galería de jugadores emblema donde se encuentran: Raúl Sánchez, Juan Olivares, Elías Figueroa, Moisés Villarroel y Jorge Ormeño.

### Plantilla 2025
- Por disposición de la Asociación Nacional de Fútbol Profesional (ANFP), los equipos chilenos en la Liga de Ascenso están limitados a tener en su plantel un máximo de cinco futbolistas extranjeros, más un juvenil extranjero inscrito en el fútbol formativo desde el año 2023, pero:
  - Juan Ignacio Duma posee la doble nacionalidad argentina y chilena.
- Por disposición de la ANFP, el número de las camisetas no puede sobrepasar al número de jugadores inscritos.
- Por disposición de la ANFP, el plantel debe utilizar al menos 1890 minutos a juveniles chilenos nacidos a partir del 1 de enero de 2004.

### Altas 2025
| Jugador            | Posición      | Procedencia        | Tipo                |
| ------------------ | ------------- | ------------------ | ------------------- |
| Bayron Martínez    | Portero       | Concón National    | Retorno de préstamo |
| Vicente Lagos      | Portero       | Provincial Osorno  | Retorno de préstamo |
| Víctor González    | Defensa       | Deportes Temuco    | Libre               |
| Sergio Felipe      | Defensa       | Rangers            | Libre               |
| John Salas         | Defensa       | Curicó Unido       | Libre               |
| Franco Cubillos    | Defensa       | Concón National    | Retorno de préstamo |
| Axel Herrera       | Defensa       | Unión San Felipe   | Retorno de préstamo |
| Leandro Navarro    | Mediocampista | Agente libre       | Libre               |
| Jorge Luna         | Mediocampista | Deportes Copiapó   | Libre               |
| Ethan Espinoza     | Mediocampista | Deportes La Serena | Libre               |
| Ricardo Parra      | Mediocampista | Concón National    | Retorno de préstamo |
| Yeiko Cartagena    | Mediocampista | Concón National    | Retorno de préstamo |
| Josepablo Monreal  | Delantero     | Chungnam Asan      | Libre               |
| Camilo Astroza     | Delantero     | Concón National    | Retorno de préstamo |
| Maximiliano Cuadra | Delantero     | Magallanes         | Libre               |

### Bajas 2025
| Jugador          | Posición      | Destino              | Tipo  |
| ---------------- | ------------- | -------------------- | ----- |
| Fernando Hurtado | Portero       | Deportes Antofagasta | Libre |
| Jason León       | Defensa       | Palestino            | Libre |
| Enzo Ormeño      | Defensa       | Santiago Morning     | Libre |
| Andrés Barboza   | Defensa       | Fénix                | Libre |
| Danilo Ortiz     | Defensa       | Cienciano            | Libre |
| Kevin Vásquez    | Defensa       | Santiago Morning     | Libre |
| Marcelo Cañete   | Mediocampista | Bandera de ?         |       |
| Brayan Garrido   | Mediocampista | Huachipato           | Libre |
| César Valenzuela | Mediocampista | Magallanes           |       |
| Carlos Muñoz     | Delantero     | Magallanes           | Libre |

### Distinciones individuales
| - Mario Véner: 30 (1996) - Sebastián Ubilla: 11 (2012-A) - Carlos Gustavo de Luca: 16 (1987) - Carlos Hoffmann: 6 (1961) - Alberto Ferrero: 8 (Copa Libertadores de América 1969) - Jaime Riveros - (2001) - Leonardo Vinés - Mejor Técnico del Fútbol Joven (2010) - Carlos Muñoz - Parte del Equipo Ideal (2010) - Raúl Sánchez - Mejor futbolista (1962) - Elías Figueroa - Mejor futbolista (1965) - Jaime Riveros - Mejor futbolista (2001) - Jaime Riveros - Mejor futbolista (2004) - Mario Véner - (1996) - Reinaldo Navia - (2000) | - Carlos Muñoz - Parte del Equipo Ideal (2010) - Carlos Muñoz - Mejor Jugador Joven por El Gráfico Chile (2010) - Moisés Villarroel - Premio a la Trayectoria (2012) - Jorge Luna - Parte del Equipo Ideal (2014) - Jorge Ormeño - Premio a la Trayectoria (2014) - David Pizarro - Premio a la Trayectoria (2015) - Óscar Opazo - Parte del Equipo Ideal (2016) - Enzo Gutiérrez - Mejor Jugador de Copa Chile (2017) - Jaime Riveros: Récord histórico de fechas seguidas marcando goles (15 con 21 goles) en el Campeonato Nacional (2004). Premio entregado por la S.A.D.P. al mejor jugador de la temporada. - Carlos Muñoz (2010) - Moisés Villarroel (2011) - Jorge Ormeño (2012) Premio entregado por la Corporación al jugador que mejor represente los valores de la institución. - Jorge Ormeño (2015) - Gabriel Castellón (2016) - Adrián Cuadra (2017) - Mauricio Viana (2018) - Bernardo Cerezo (2019) - Daniel González (2020) - Luis García (2021) - Carlos Muñoz (2022) - Matías Plaza (2022) - Lucas Cepeda (2023) - Carlos Muñoz (2024) |

## Entrenadores

### Cronología

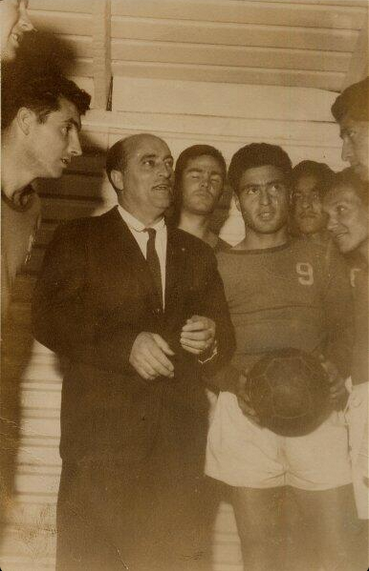
José "Gallego" Pérez es el entrenador más exitoso de Santiago Wanderers con tres subcampeonatos, dos títulos de Primera División, dos títulos de Copa Chile y un subcampeonato de ésta.

Los entrenadores interinos aparecen en cursiva.
- José Luis Boffi (1934)
- Pedro Mazullo (1935-1936)
- Ramón Opazo (dirigente) (1937)
- Fermín Lecea (jugador) (1943-1945)
- Pedro Duhart (1946)
- Francisco Platko (1948)
- José Pérez (1949-1950)
- Francisco Platko (1951-1952)
- Héctor Velasco (1952-1953)
- Carlos Snopek (1954)
- José Pérez (1955-1961)
- Sergio Cruzat (1962)
- Donato Hernández (1963)
- Martín García (1964-1965)
- Donato Hernández (1966)
- Guillermo Díaz (1967)
- José Pérez (1968)
- Donato Hernández (1969)
- Jorge Luco (1970-1971)
- Jorge Vásquez (1971)
- Luis Álamos (1971)
- Francisco Hormazábal (1972)
- Hernán Gárate (1972)
- Washington Urrutia (1973)
- Hernán Gárate (1973-1974)
- Donato Hernández (1974)
- Adolfo Rodríguez (1974)
- José Pérez (1975-1976)
- Ricardo Contreras (1976)
- Alfredo Rojas (1977)
- José Pérez (1977)
- Guillermo Díaz (1978-1979)
- Donato Hernández (1979)
- Luis Álamos (1979-1980)
- Jorge Luco (1980)
- Jorge Toro (1980)
- Dante Pesce (1981)
- Armando Tobar (1981)
- Jorge Venegas (1981)
- Guillermo Díaz (1982)
- Juan Rodríguez Vega (1982)
- Pedro Morales (1983)
- Salvador Biondi (1983)
- Luis Ibarra (1983)
- Guillermo Díaz (1984-1986)
- Luis Parraguez (1987)
- Alberto Ferrero (1988)
- Hernán Godoy (1988)
- Isaac Carrasco (1989-1990)
- Luis Santibáñez (1990)
- Oscar Blanco (1991)
- Hernán Godoy (1991)
- Armando Tobar (1992)
- Isaac Carrasco- Roque Mercury (dupla técnica) (1992)
- Elías Figueroa (1993)
- Raúl Aravena (1994)
- Jorge Luis Siviero (1994-1997)
- Jorge Socías (1997)
- Leonardo Véliz (1998)
- Pedro García (1998)
- Guillermo Páez (1999)
- Juan Rivero (1999)
- Jorge Garcés (1999 - 2001)
- Ricardo Dabrowski (2002)
- Yuri Fernández (2003-2004)
- Raúl Aravena (2004)
- Carlos González (2005)
- Mario Soto (2005-2006)
- Hernán Godoy (2006-2007)
- Raúl Aravena (2007)
- Yuri Fernández (2007)
- Héctor Robles (2007)
- Gustavo Huerta (2008)
- Jorge Aravena (2008-2009)
- Humberto Zuccarelli (2009-2010)
- Jorge Garcés (2010)
- Juan Manuel Llop (2011)
- Héctor Robles (2011)
- Arturo Salah (2012)
- Héctor Robles (2012)
- Ivo Basay (2012-2014)
- Héctor Robles (2014)
- Emiliano Astorga (2014-2015)
- Alfredo Arias (2016)
- Eduardo Espinel (2016-2017)
- Silvio Fernández (2017)
- Nicolás Córdova (2017-2018)
- Moisés Villarroel (2018)
- Miguel Ramírez (2018-2021)
- Ronald Fuentes (2021)
- Víctor Rivero (2021)
- Moisés Villarroel (2021)
- Emiliano Astorga (2021)
- Moisés Villarroel (2021)
- Domingo Sorace (2021)
- Jorge Garcés (2021-2022)
- John Valladares (2022)
- Miguel Ponce (2022)
- Francisco Palladino (2023-2024)
- Jaime García (2024)
- Héctor Robles (2024-2025)
- Domingo Sorace (2025-)

## Palmarés

### Era amateur
| Torneos amateurs                                        | Torneos amateurs                                            | Torneos amateurs                                      |  |
| Competición                                             | Títulos                                                     | Subcampeonatos                                        |  |
| ------------------------------------------------------- | ----------------------------------------------------------- | ----------------------------------------------------- |  |
| Football Association of Chile/Liga de Valparaíso (10/9) | 1907, 1909, 1913, 1915, 1917, 1919, 1921, 1933, 1934, 1935. | 1904, 1906, 1908, 1911, 1914, 1916, 1920, 1922, 1939. |  |
| Copa Sporting (4/2)                                     | 1907, 1913, 1915, 1916.                                     | 1906, 1925.                                           |  |
| National Football Association (2/0)                     | 1897, 1900.                                                 |                                                       |  |
| Challenger Football Association (1/0)                   | 1899.                                                       |                                                       |  |
| Olimpiadas Nacionales (1/0)                             | 1909.                                                       |                                                       |  |

### Era profesional

#### Torneos nacionales
Nota: en negrita competiciones vigentes en la actualidad.
| Torneos nacionales                               | Torneos nacionales | Torneos nacionales       |  |
| Competición                                      | Títulos            | Subcampeonatos           |  |
| ------------------------------------------------ | ------------------ | ------------------------ |  |
| Primera División de Chile (3/4)                  | 1958, 1968, 2001   | 1949, 1956, 1960, 2014-A |  |
| Copa Chile (3/2)                                 | 1959, 1961, 2017   | 1960, 1974               |  |
| Supercopa de Chile (0/1)                         |                    | 2018                     |  |
| Primera B (3/2)                                  | 1978, 1995, 2019   | 1999, 2009               |  |
| Asociación Porteña de Fútbol¹ (2/0)              | 1941², 1942²       |                          |  |
| Campeonato de Apertura de Chile (0/1)            |                    | 1949                     |  |
| Campeonato de Apertura de Segunda División (0/1) |                    | 1986                     |  |

¹ Torneo regional de carácter profesional.
² Títulos obtenidos como parte de la Asociación Porteña de Fútbol Profesional y son reconocidos por la Federación de Fútbol de Chile por lo que cuentan como títulos profesionales.

### Reservas
| Torneos de reservas               | Torneos de reservas | Torneos de reservas |
| Torneo                            | Títulos             | Subcampeonatos      |
| --------------------------------- | ------------------- | ------------------- |
| Torneo de Reservas de Chile (1/1) | 1946.               | 1949                |

#### Torneos amistosos nacionales
| Torneos amistosos                | Torneos amistosos | Torneos amistosos |
| Competición                      | Títulos           | Subcampeonatos    |
| -------------------------------- | ----------------- | ----------------- |
| Copa Torino (0/1)                |                   | 1950              |
| Copa de Campeones del 2001 (1/0) | 2002              |                   |
| Copa Gato (2/1)                  | 2003, 2005        | 2005              |
| Copa Gobierno Regional (1/1)     | 2009              | 2010              |

#### Torneos amistosos internacionales
| Torneos amistosos internacionales | Torneos amistosos internacionales | Torneos amistosos internacionales |
| Competición                       | Títulos                           | Subcampeonatos                    |
| --------------------------------- | --------------------------------- | --------------------------------- |
| Trofeo Deportes Zariquiegui (1/0) | 1973.                             |                                   |

### Fútbol Joven
| Torneos nacionales       | Torneos nacionales                                         | Torneos nacionales                                               |
| Competición              | Títulos                                                    | Subcampeonatos                                                   |
| ------------------------ | ---------------------------------------------------------- | ---------------------------------------------------------------- |
| Copa de Campeones(0/1)   |                                                            | 2013                                                             |
| Sub-19 (1/4)             | Clausura 2013                                              | Clausura 2007, Clausura 2015, Apertura 2016, Apertura 2017       |
| Sub-18 (0/2)             |                                                            | 2009, 2010                                                       |
| Sub-17 (1/1)             | Clausura 2015                                              | 2003                                                             |
| Copa Futuro Sub-17 (1/0) | 2023                                                       |                                                                  |
| Sub-16 (1/5)             | Clausura 2015                                              | 2005, Apertura 2011, Clausura 2011, Clausura 2014, Apertura 2017 |
| Sub-15 (1/1)             | Apertura 2016                                              | Apertura 2017                                                    |
| Sub-14 (4/0)             | Clausura 2013, Apertura 2014, Apertura 2015, Clausura 2016 |                                                                  |
| Sub-13 (0/1)             |                                                            | Apertura 2012                                                    |
| Sub-12 (2/2)             | 2004, 2016                                                 | Apertura 2011, 2013                                              |
| Sub-11 (1/3)             | 2017                                                       | Apertura 2012, Clausura 2012, 2013                               |

### Fútbol Sala
| Torneos nacionales                       | Torneos nacionales                                               | Torneos nacionales |
| Competición                              | Títulos                                                          | Subcampeonatos     |
| ---------------------------------------- | ---------------------------------------------------------------- | ------------------ |
| Campeonato Nacional de Futsal ANFP (5/1) | 2016, Apertura 2019, Apertura 2023, Clausura 2023, Apertura 2024 | Clausura 2019      |
| Copa Chile Futsal (1/2)                  | 2024                                                             | 2022, 2023         |

## Corporación
La Corporación Santiago Wanderers fue fundada el 15 de agosto de 1892, siendo constituida oficialmente como sociedad sin fines de lucro el 14 de mayo de 1920, fecha en la que obtuvo la personalidad jurídica, a través del decreto N.º 1100 del Ministerio de Justicia, bajo el nombre de Santiago Wanderers Foot-Ball Club. Con la expansión de las actividades deportivas desarrolladas por el club durante los años 1950, la Corporación cambió su denominación a Club Deportivo Santiago Wanderers.
Luego de que en 2008 la sección de fútbol fuese concesionada por un período de 30 años a la sociedad anónima La Joya del Pacífico S.A., posterior Santiago Wanderers SADP, la Corporación dejó de tener injerencia en el aspecto financiero de esta, además de desligarse parcialmente de su administración, pues aún tiene la facultad de escoger dos miembros de la mesa directiva de la concesionaria. Desde entonces, la Corporación se limita a la gestión de las ramas de fútbol femenino, futsal y balonmano.
Desde 2017 el directorio está conformado por siete miembros que duran tres años en sus cargos, con opción de ser reelegidos por un período.
A contar de enero de 2022, la presidenta de la Corporación Santiago Wanderers es Angélica Escudero.

### Fútbol femenino
La Comisión de Fútbol Femenino nace a mediados del año 2007 a modo de escuela de fútbol para mujeres hasta 21 años. En aquella temporada, a nivel competitivo, se jugó el Torneo Vifufem a nivel local. Con la realización del Mundial Femenino sub-20 en Chile, la ANFP se vio obligada a la creación de una liga nacional que comenzó en 2008 con la participación de 14 elencos, entre ellos Santiago Wanderers.
Con escasa preparación, Santiago Wanderers finalizó en el penúltimo puesto. Para la temporada 2009 las expectativas son mayores, debido a la gestión de recursos y la consolidación del trabajo realizado por el entrenador Jaime Zapata con jugadoras provenientes de toda la región e incluso fuera de ella, que cursan estudios universitarios en la zona.
Junto con el primer equipo adulto, funciona una división juvenil. En proyecto está la creación de una escuela de fútbol para niñas entre 8 y 13 años.

### Filial Suecia
El 20 de octubre de 1993 se fundó en Estocolmo, Suecia, la filial Santiago Wanderers IFK, fundada por Fernando Jiménez y un año más tarde sería reconocida como filial oficial del "decano" en el país escandinavo. Este equipo se convirtió en un centro de encuentro para "wanderinos", chilenos y latinoamericanos en aquel país.
Comenzó jugando en la quinta división de Suecia donde obtendría el campeonato el año 2001 donde lograría el ascenso a la cuarta división de aquel país siendo un club semi-profesional.
Cabe mencionar que el equipo utiliza la misma equipación que el primer equipo de Valparaíso y actualmente cuenta con seis jugadores chilenos en sus filas, destacando el capitán Marcos Vega.

### Rama de balonmano

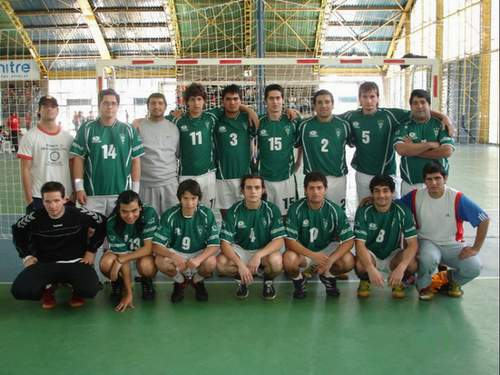
Rama de Balonmano de Wanderers en 2006.

La rama de balonmano de Santiago Wanderers fue fundada en 2003 con el objetivo de canalizar la práctica de este deporte, el cual ya tenía gran presencia en los centros educacionales de la V Región.
Las primeras categorías del club fueron adulto y juvenil varón, cuyos integrantes provenían mayoritariamente de la Universidad Técnica Federico Santa María, la Universidad Andrés Bello, el Colegio Internacional, el Colegio Luterano, entre otros, a las que se sumaron las categorías adulto dama y cadete masculino en 2004.
A fines de 2004 el club participó por primera vez en el campeonato regional HandballQuinta, ubicándose en la 6 posición. Al año siguiente, luego de participar en el campeonato de apertura la rama entró en un breve receso debido a diversos problemas económicos, lo que impidió participar en el campeonato regional. Durante el segundo semestre el club se reestructuró y además obtuvo su primer torneo al ganar la Copa Universidad de Tarapacá. En 2006 volvió a disputar el campeonato regional donde obtuvo nuevamente la sexta ubicación.